# Benito Pérez Galdós
Benito Pérez Galdós (Las Palmas de Gran Canaria, 10 de mayo de 1843-Madrid, 4 de enero de 1920) fue un novelista, dramaturgo, cronista y político español.
Se le considera uno de los mejores representantes de la novela realista del siglo XIX, no solo en España, y un narrador capital en la historia de la literatura en lengua española, hasta el punto de ser propuesto por varios especialistas y estudiosos de su obra como el mayor novelista español después de Cervantes.
Transformó el panorama novelesco español de la época, apartándose de la corriente romántica en pos del naturalismo y aportando a la narrativa una gran expresividad y hondura psicológica. En palabras de Max Aub, Pérez Galdós, como Lope de Vega, asumió el espectáculo del pueblo llano, y con «su intuición serena, profunda y total de la realidad» se lo devolvió, como Cervantes, rehecho, «artísticamente transformado». De ahí que «desde Lope ningún escritor fue tan popular, ninguno tan universal desde Cervantes». Fue académico de la Real Academia Española desde 1897.
Llegó a ser propuesto al Premio Nobel de Literatura en 1912, pero su anticlericalismo provocó que fuera asediado y boicoteado con éxito por los sectores más conservadores de la sociedad española, representados en el catolicismo tradicionalista, que no reconocían su valor intelectual y literario.
Tuvo gran afición a la política, aunque él mismo no se consideraba un político. Sus comienzos políticos fueron liberales, para abrazar después un republicanismo moderado y, posteriormente, el socialismo de la mano de Pablo Iglesias. En sus inicios liberales se afilió al Partido Progresista de Sagasta y en 1886 logró ser diputado por Guayama (Puerto Rico) en las Cortes. A comienzos del siglo XX ingresó en el Partido Republicano y en las legislaturas de 1907 y 1910 fue diputado a Cortes por Madrid por la Conjunción Republicano Socialista; en 1914 fue elegido diputado por Las Palmas.

## Biografía

### Infancia y juventud

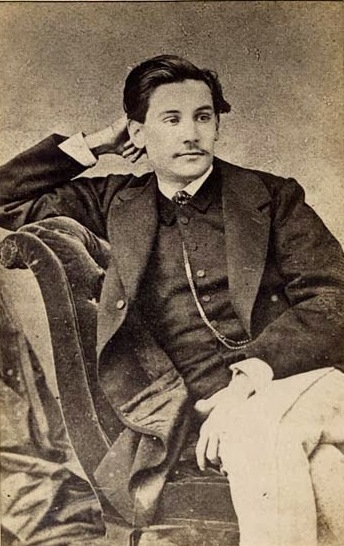
El joven Galdós hacia 1863

Galdós —bautizado como Benito María de los Dolores— fue el décimo hijo de un coronel del ejército, Sebastián Pérez Macías, natural del municipio de Valsequillo de Gran Canaria, que había formado parte del batallón de voluntarios conocido como La Granadera Canaria que luchó en la Guerra de la Independencia y de Dolores Galdós Medina, natural de Las Palmas de Gran Canaria aunque de origen guipuzcoano, mujer de ‘fuerte carácter’ –según la describía su hijo, el propio escritor–, e hija de Domingo Galdós Alcorta, un funcionario de la Audiencia de Canarias, natural de Azcoitia. Era hermano del militar Ignacio Pérez Galdós, capitán general de Canarias entre 1900 y 1905.
Siendo aún niño, su padre lo aficionó a los relatos históricos contándole pasajes y anécdotas vividos en la guerra de la Independencia, en la que, como militar, había participado. En 1852, ingresó en el colegio de San Agustín, en el barrio de Vegueta de Las Palmas de Gran Canaria (isla de Gran Canaria), con una pedagogía avanzada para la época, en los años en que empezaban a divulgarse por España las polémicas teorías darwinistas, polémicas que algunos críticos han rastreado en obras como Doña Perfecta.
Galdós, que ya había empezado a colaborar en la prensa local con poesías satíricas, ensayos y algunos cuentos, obtuvo el título de bachiller en Artes en 1862, en el Instituto de La Laguna (Tenerife), donde había destacado por su facilidad para el dibujo y su buena memoria. La llegada de una prima suya, Sisita, al entorno familiar isleño, trastornó emocionalmente al joven Galdós, circunstancia que se ha considerado posible origen de la decisión final de Mamá Dolores de enviarlo a Madrid a estudiar Derecho.
Llegó a Madrid en septiembre de 1862, se matriculó en la universidad y tuvo por profesores a Fernando de Castro, Francisco de Paula Canalejas, Adolfo Camús, Valeriano Fernández y Francisco Chacón Oviedo. En la universidad conoció al fundador de la Institución Libre de Enseñanza, Francisco Giner de los Ríos, que lo alentó a escribir y le hizo sentir curiosidad por el krausismo, filosofía que se deja sentir en sus primeras obras. Frecuentó los teatros y la «Tertulia Canaria» en Madrid, formando tertulia con otros escritores paisanos suyos (Nicolás Estévanez, José Plácido Sansón, etcétera). También acudía a leer al Ateneo a los principales narradores europeos en inglés y francés. Fue en esa institución donde conoció a Leopoldo Alas, Clarín, durante una conferencia del crítico y novelista asturiano, en lo que sería el comienzo de una larga amistad. Al parecer fue alumno disperso y perezoso, faltando a clase a menudo:

Entré en la Universidad, donde me distinguí por los frecuentes novillos que hacía, como he referido en otro lugar. Escapándome de las cátedras, ganduleaba por las calles, plazas y callejuelas, gozando en observar la vida bulliciosa de esta ingente y abigarrada capital. Mi vocación literaria se iniciaba con el prurito dramático, y si mis días se me iban en “flanear” por las calles, invertía parte de las noches en emborronar dramas y comedias. Frecuentaba el Teatro Real y un café de la Puerta del Sol, donde se reunía buen golpe de mis paisanos.
B. Pérez Galdós, Memorias de un desmemoriado, cap. II.

En 1865, asistió a la terrible Noche de San Daniel, cuyos sucesos le impresionaron vivamente:

Presencié, confundido con la turba estudiantil, el escandaloso motín de la noche de San Daniel —10 de abril del 65—, y en la Puerta del Sol me alcanzaron algunos linternazos de la Guardia Veterana, y en el año siguiente, el 22 de junio, memorable por la sublevación de los sargentos en el cuartel de San Gil, desde la casa de huéspedes, calle del Olivo, en que yo moraba con otros amigos, pude apreciar los tremendos lances de aquella luctuosa jornada. Los cañonazos atronaban el aire... Madrid era un infierno.
B. Pérez Galdós, Memorias de un desmemoriado, cap. II.

Asiduo de los teatros, le impresionó en especial la obra Venganza catalana, de Antonio García Gutiérrez. Los cronistas y biógrafos recogen que ese mismo año empezó a escribir como redactor meritorio en los periódicos La Nación y El Debate, así como en la Revista del Movimiento Intelectual de Europa. Al año siguiente y en calidad de periodista, asistió al pronunciamiento de los sargentos del cuartel de San Gil.
En 1867, hizo su primer viaje al extranjero, como corresponsal en París, para dar cuenta de la Exposición Universal. Volvió con las obras de Balzac y de Dickens y tradujo de este, a partir de una versión francesa, su obra más cervantina, Los papeles póstumos del Club Pickwick, que se publicó por entregas en La Nación. Toda esta actividad supone su inasistencia a las clases de Derecho y lo borran definitivamente de la matrícula en 1868. En ese mismo año, se produce la llamada revolución de 1868, en que cae la reina Isabel II, precisamente cuando regresaba de su segundo viaje a París y volvía de Francia a Canarias en barco vía Barcelona; en la escala que el navío hizo en Alicante se bajó del vapor en la capital alicantina y llegó así a tiempo a Madrid para ver la entrada de los generales Francisco Serrano y Prim. El año siguiente, se dedicó a hacer crónicas periodísticas sobre la elaboración de la nueva Constitución.

### Las primeras obras
En 1869, vivía en el barrio de Salamanca, en la calle Serrano número 8, con su familia, y leía con pasión a Balzac mientras formaba parte de la redacción de Las Cortes. Al año siguiente (1870), gracias a la ayuda económica de su cuñada, publicó su primera novela, La Fontana de Oro, escrita entre 1867 y 1868 y que, aun con los defectos de toda obra primeriza, sirve de umbral al magno trabajo que como cronista de España desarrolló luego en los Episodios nacionales.
La sombra, publicada en 1871, había ido apareciendo por entregas a partir de noviembre de 1870, en la Revista de España, dirigida por José Luis Albareda y más tarde por el propio Galdós entre febrero de 1872 y noviembre de 1873; en ese mismo año (1871), también de la mano de Albareda, entrará en la redacción de El Debate y durante su veraneo en Santander conoció al novelista José María de Pereda. En 1873, se alía con el ingeniero tinerfeño Miguel Honorio de la Cámara y Cruz (1840-1930), propietario entonces de La Guirnalda, en la que colabora desde enero con una serie de “Biografías de damas célebres españolas” entre otros artículos.

### LosEpisodios nacionales

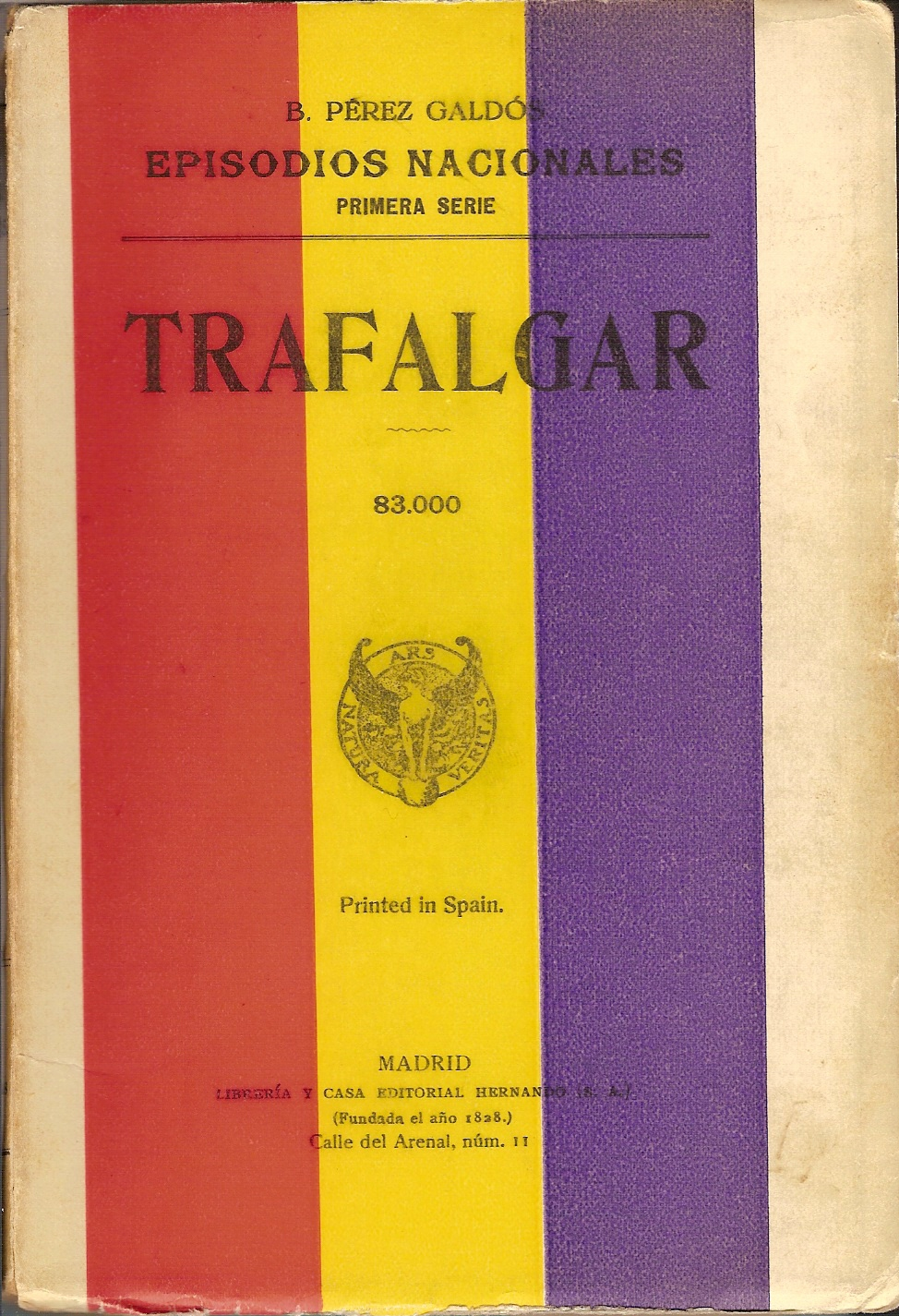
Portada de la edición de Hernando en 1935 del primero de los Episodios nacionales: Trafalgar.

En 1873, Galdós comenzó a publicar los Episodios nacionales (título que le sugirió su amigo José Luis Albareda), una magna crónica del siglo XIX que recogía la memoria histórica de los españoles a través de su vida íntima y cotidiana, y de su contacto con los hechos de la historia nacional que marcaron el destino colectivo del país. Una obra compuesta por 46 episodios, en cinco series de diez novelas cada una (con la salvedad de la última serie, que quedó inconclusa), que arranca con la batalla de Trafalgar y llega hasta la Restauración borbónica en España.
La primera serie (1873-1875) trata de la guerra de la Independencia (1808-1814) y tiene por protagonista a Gabriel Araceli, «que se dio a conocer como pillete de playa y terminó su existencia histórica como caballeroso y valiente oficial del ejército español».
La segunda serie (1875-1879) recoge las luchas entre absolutistas y liberales hasta la muerte de Fernando VII en 1833. Su protagonista es el liberal Salvador Monsalud, que encarna, en gran parte, las ideas de Galdós y en quien «prevalece sobre lo heroico lo político, signo característico de aquellos turbados tiempos».
La tercera serie (1898-1900). Después de un paréntesis de veinte años, y tras recuperar los derechos sobre sus obras que detentaba su editor, con quien mantuvo un pleito interminable, Galdós continuó con la tercera serie, dedicada a la primera guerra carlista (1833-1840). El periodo de la historia española recogido en las páginas de esta serie, arranca con la primera guerra carlista y la Regencia de María Cristina, para cerrarse con la boda de Isabel II.
La cuarta serie (1902-1907) se desarrolla entre la Revolución de 1848 y la caída de Isabel II en 1868. La quinta (1907-1912), incompleta, acaba con la restauración de Alfonso XII.
Este conjunto novelístico constituye una de las obras más importantes de la literatura española de todos los tiempos y marcó una cota casi inalcanzable en la evolución de la novela histórica española. El punto de vista adoptado es vario y multiforme (se inicia desde la perspectiva de un joven que mientras lucha por su amada se ve envuelto en los hechos más importantes de su época); la perspectiva del propio autor varía desde el aliento épico de la primera serie hasta el amargo escepticismo final, pasando por la postura radical de tendencia socialista-anarquista de las series tercera y cuarta.
Para conocer bien España, el escritor se dedicó a recorrerla en coches de ferrocarril de tercera clase, conviviendo con el pueblo miserable y hospedándose en posadas y hostales «de mala muerte».

### Oficio de escritor

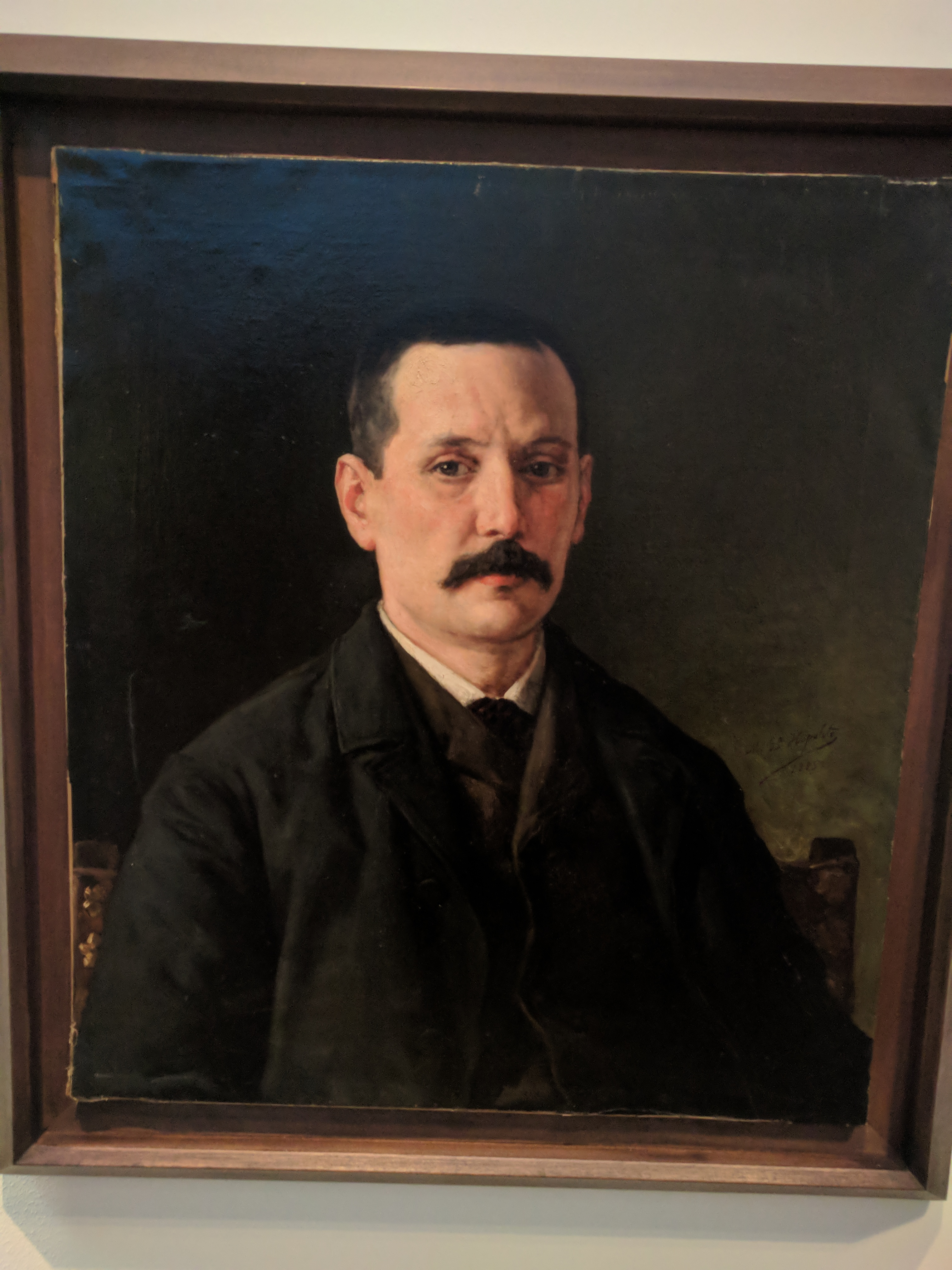
Retrato por Manuel García Hispaleto, 1885

Benito Pérez Galdós solía llevar una vida cómoda, viviendo primero con dos de sus hermanas y luego en casa de su sobrino, José Hurtado de Mendoza.
En la ciudad, se levantaba con el sol y escribía regularmente hasta las diez de la mañana a lápiz, porque la pluma le hacía perder el tiempo. Después salía a pasear por Madrid a espiar conversaciones ajenas (de ahí la enorme frescura y variedad de sus diálogos) y a observar detalles para sus novelas. No bebía, pero fumaba sin cesar cigarros de hoja. A primera tarde leía en español, inglés o francés; prefería los clásicos ingleses, castellanos y griegos, en particular Shakespeare, Dickens, Cervantes, Lope de Vega y Eurípides, a los que se conocía al dedillo. En su madurez empezó a frecuentar a León Tolstói. Después volvía a sus paseos, salvo que hubiera un concierto, pues adoraba la música y durante mucho tiempo hizo crítica musical. Se acostaba temprano y casi nunca iba al teatro. Cada trimestre acuñaba un volumen de trescientas páginas.
Desde la óptica de Ramón Pérez de Ayala, Galdós era descuidado en el vestir, usando tonos sombríos para pasar desapercibido. En invierno era habitual verle llevando enrollada al cuello una bufanda de lana blanca, con un cabo colgando del pecho y otro a la espalda, un puro a medio fumar en la mano y, ya sentado, completaba la estampa tópica su perro alsaciano junto a él. Tenía por costumbre llevar el pelo cortado «al rape» y, al parecer, padecía fuertes migrañas.

### Madurez

#### Del Ateneo a Santander

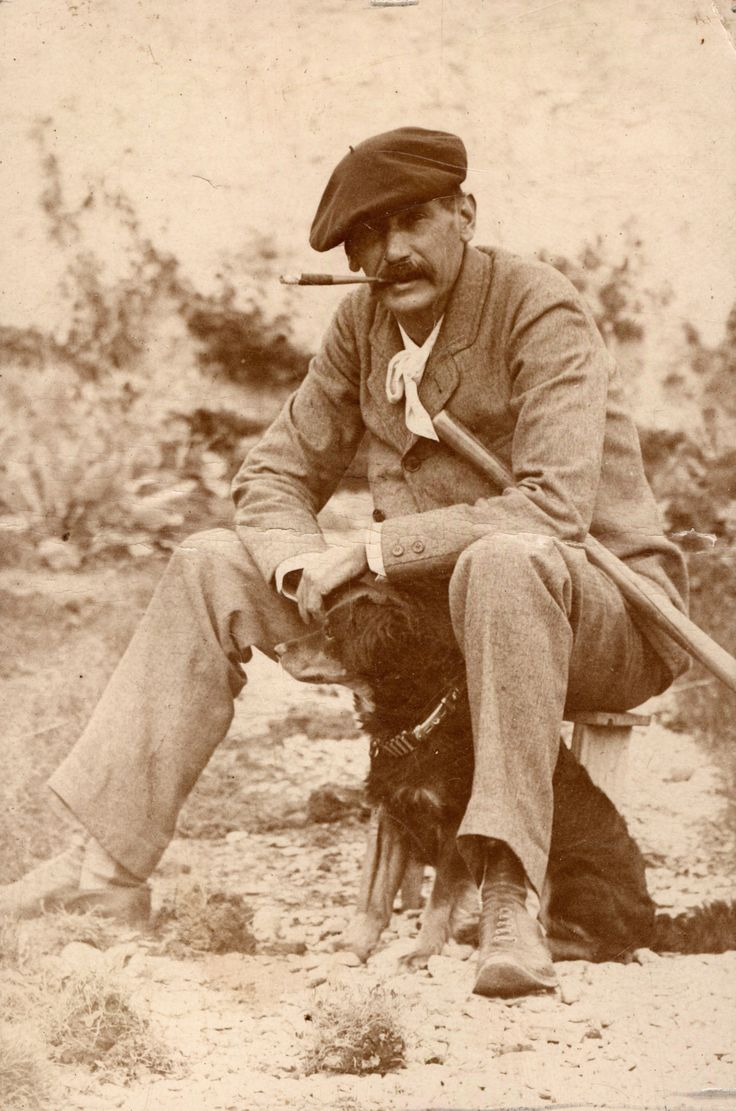
Galdós en la finca familiar Los Lirios (Gran Canaria) en 1894

Desde su llegada a Madrid, una de las mayores aficiones de Galdós eran las visitas al viejo Ateneo de la calle de la Montera, donde tuvo oportunidad de hacer amistad con intelectuales y políticos de todas las tendencias, incluidos personajes tan ajenos a su ideología y sensibilidad como Marcelino Menéndez Pelayo, Antonio Cánovas del Castillo o Francisco Silvela. También frecuentaba las tertulias del Café de la Iberia, la Cervecería Inglesa y del viejo Café de Levante. A partir de 1872, Galdós se aficionó a pasar los tórridos veranos madrileños en Santander (Cantabria), entorno con el que llegaría a identificarse hasta el punto de comprar una casa en El Sardinero, la animada «finca de San Quintín». Pero el auge del naturalismo en Francia y sus lecturas del mismo empezaron a afectar sus ideas narrativas y en 1881 dio un notable giro a su producción novelística al publicar La desheredada, como observaría su amigo y crítico literario Leopoldo Alas, Clarín:

Galdós se ha echado en la corriente; ha publicado un programa de literatura incendiaria, su programa de naturalista: ha escrito en 507 páginas la historia de una prostituta.

Con La desheredada abandona el género de la novela de tesis y abre el ciclo de las Novelas españolas contemporáneas (1881-1889) que —en su mayoría— describen la sociedad madrileña en la segunda mitad del siglo XIX. A partir de entonces comparecen ampliamente bajo perspectivas naturalistas los elementos novelescos más caros a Galdós: la locura generosa y abnegada, la debilidad sentimental femenina, el egoísmo masculino, la exploración de la inquietud romántica y, a su lado, el análisis de la dureza pragmática. Los personajes ya no serán de una pieza y sus sueños o las contradicciones de su pensamiento ocuparán largo trecho, como sucede en El amigo Manso (1882), intensa novelización de una renuncia amorosa narrada por un personaje cuya crisis de existencia parece anticipar a los muy posteriores de Miguel de Unamuno. Asimismo, como en La comedia humana de Balzac, los personajes de unas novelas empiezan a aparecer en otras. Entre enero y junio de 1887 publica en cuatro volúmenes Fortunata y Jacinta.

#### Entre Madrid y Toledo
Galdós fue uno de los escritores que mejor conoció y más a fondo vivió la ciudad de Toledo. En palabras de Gregorio Marañón, su amigo y principal biógrafo de sus estancias toledanas: «Su amor por Toledo formaba parte de la vida íntima y literaria del escritor».
Dos personajes eran su vínculo con Toledo: Un amigo de su sobrino José Hurtado de Mendoza, el ingeniero Don Sergio Novales, dueño de la finca de La Alberquilla, situada entre el ferrocarril y el río Tajo, donde D. Benito se retiraba a menudo para disfrutar de la vida campestre; y el pintor Arredondo, con quien solía callejear por las intrincadas calles medievales compitiendo entre ambos por encontrar el recorrido más corto de un itinerario fijado de antemano. Fue este último quien le recomendó instalarse en una sencilla pensión de la calle Santa Isabel, para documentarse sobre la segunda parte de la novela Ángel Guerra.
Galdós solía venir a Toledo en dos fechas concretas: A tocar el esquilón de la ermita el día de la Romería de la Virgen del Valle (cada 1 de mayo) y con motivo de la procesión Corpus Christi en Toledo, donde se situaba siempre entre la calle de Feria y la plaza de las Cuatro Calles. Entre sus lugares preferidos se encontraba la Catedral de Toledo, donde conoció junto al campanero Mariano todos los toques de campanas. De madrugada solía acudir a los conventos toledanos para escuchar salmodias, contándose entre sus preferidos las Jerónimas de San Pablo y el Monasterio de Santo Domingo el Real. Habitualmente solía almorzar en la concurrida casa de Granullaque, en la placita del Barrio Rey, justo al lado de la plaza de Zocodover, en su opinión, el centro umbilical toledano. Y también era habitual de la tienda del fotógrafo Casiano Alguacil en la cercana calle de la Plata, la misma calle en la que vivía el tío del joven escritor Francisco Navarro Ledesma, quien facilitó a D. Benito documentación fundamental para Ángel Guerra. Por último, D. Benito solía contemplar el atardecer desde el Monasterio de San Juan de los Reyes, cuyo claustro conocía al detalle al ir acompañado de su restaurador y amigo Arturo Mélida.
Fruto de estas visitas a la ciudad surgieron varias obras del escritor canario: Ángel Guerra, sus episodios nacionales (El audaz, Los apostólicos, Un faccioso más y algunos frailes menos) o Las generaciones artísticas de la ciudad de Toledo.

#### Galdós diputado
La carrera parlamentaria de Galdós comienza, de un modo un tanto rocambolesco, cuando en 1886 y habiéndose aproximado el escritor al Partido Liberal, su amistad con Sagasta lo llevó a ingresar en el Congreso como diputado por Guayama (Puerto Rico). El escritor nunca llegaría a visitar su circunscripción antillana, pero su obligada asistencia a las Cortes —donde, tímido por naturaleza, apenas despegaría los labios— le sirvió de nuevo de insólito observatorio desde el que analizar lo que luego titularía como «la sociedad española como materia novelable».

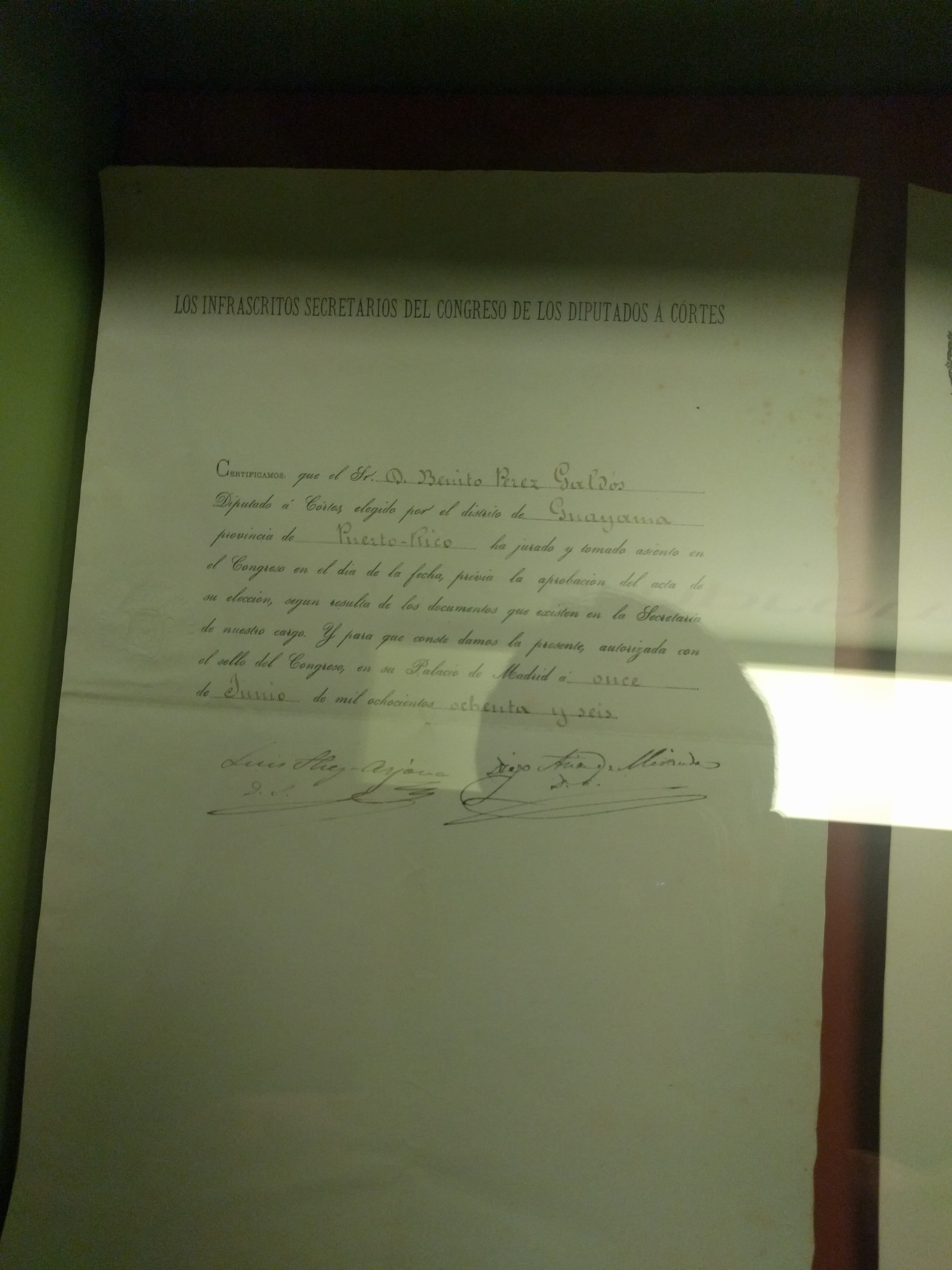
Certificado de la toma de posesión como diputado en 1886 por Puerto Rico.

Más tarde, en las elecciones generales de España de 1910, se presentaría como líder de Conjunción Republicano-Socialista, formada por partidos republicanos y el PSOE, en las que dicha coalición obtendría un 10,3 % de votos.
En su producción novelística, todavía dentro del ciclo de las Novelas españolas contemporáneas, inicia una segunda fase en que, tras publicar Realidad en 1889, la lectura de León Tolstói le hace abandonar el influjo del naturalismo e inclinarse por el espiritualismo, publicando entre 1891 y 1897 diez novelas en esta nueva estética: Ángel Guerra (1891), Tristana (1892), La loca de la casa (1892), Torquemada en la cruz (1893), Torquemada en el Purgatorio (1894), Torquemada y San Pedro (1895), Nazarín (1895), Halma (1895), Misericordia (1897) y El abuelo (1897).

#### La aventura teatral

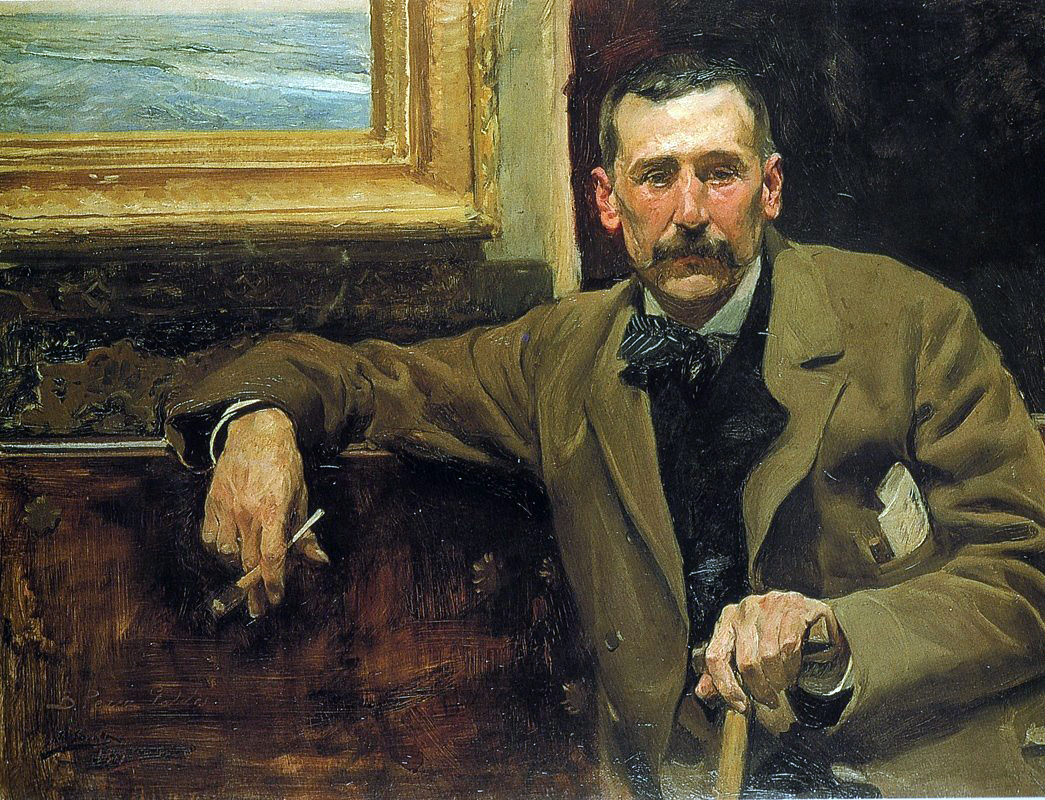
Galdós pintado a sus 51 años de edad por Joaquín Sorolla.

La vocación teatral de Galdós fue muy temprana y, como él mismo escribió en sus Memorias de un desmemoriado, ya de estudiante hizo sus pinitos como dramaturgo: «Si mis días se me iban en “flanear” por las calles, invertía parte de las noches en emborronar dramas y comedias». Empezó con Quien mal hace, bien no espere (1861) y el drama histórico La expulsión de los moriscos (1865), que no se han conservado, y siguió con la alta comedia Un joven de provecho (1867), de edición póstuma; pero abandonó esa vocación muy pronto para entregarse por completo a la novela, hasta que el 15 de marzo de 1892 se estrenó en el Teatro de la Comedia de Madrid la primera obra madura de la producción teatral de Galdós: Realidad. El autor recordaría luego esa noche en sus Memorias como «solemne, inolvidable para mí». El éxito de la obra, y la buena disposición de la Guerrero, los llevaría a estrenar en los primeros días de 1893 la versión teatral de La loca de la casa (que como novela había pasado casi inadvertida). Pero su confirmación como autor de éxito y crítica se la dio La de San Quintín, estrenada el 27 de enero de 1894; su cuarta obra llevada a las tablas, tras el fracaso de la adaptación del episodio Gerona.
Pero el estreno más recordado de Galdós (junto con el posterior de Casandra en 1910) fue quizá el de su Electra, el 30 de enero de 1901, por lo que supuso de oportuno «alegato contra los poderes de la Iglesia y contra las órdenes religiosas que la servían» en un momento histórico en el que en España, tras los avances liberales del periodo 1868-1873, crecía de nuevo la influencia de los intereses políticos del Vaticano. Aquella bofetada, que para asombro del propio Galdós fue mucho más sonora de lo que él había esperado, encendería la mecha de una conspiración ultramontana, que al cabo de los años se llevaría una desproporcionada, triste y muy poco cristiana revancha: impedir que el genio literario de Galdós fuera reconocido con el Premio Nobel de Literatura.
En general, el teatro de Galdós no tuvo sino un éxito discreto; abominaba con todas sus fuerzas de la rutina de empresarios, actores y espectadores que no aceptaban sus obras demasiado extensas y de numerosos personajes, sus tendencias al simbolismo, sus exigencias de decorados y elementos ambientales (como demuestra el airado prólogo que antepuso a la edición de Los condenados, 1894), aunque tuvo poderosos defensores que se esforzaron en llevar sus ideas dramáticas a las tablas, como Emilio Mario.
Su primer intento resultó muy revelador sobre lo que buscaba en escena: convirtió una novela epistolar sobre el tema del adulterio, La incógnita (1888-1889) en novela dialogada y luego en drama, en los dos casos bajo el título de Realidad (1889 y 1892, respectivamente), queriendo que la voz y el diálogo expresaran directamente la confusión y el dolor de un ménage à trois donde todos sufren y conservan, de un modo u otro, su dignidad. Algunas de sus piezas se resienten de su origen narrativo, aunque muchas de ellas provienen de novelas dialogadas. Sus dramas contienen reflexiones regeneracionistas sobre el valor redentor del trabajo y del dinero, sobre la necesidad de una aristocracia espiritual, sobre la grandeza del arrepentimiento y sobre la función estimulante y mediadora de la mujer en la vida social: La loca de la casa (1893), La de San Quintín (1894), Mariucha (1903), El abuelo (1904), Amor y ciencia (1905), Alceste (1914). Sus dos grandes éxitos fueron el escándalo anticlerical Electra (1901) y el político Casandra (1910).
Su fama provocó que algunos autores escribieran diversas parodias teatrales de sus obras, en lo que se especializó Gabriel Merino y Pichilo, como Electroterapia, 1901, parodia de Electra (que llegó a tener cuatro parodias de distintos autores); El camelo, parodia de El abuelo y La del Capotín o Con las manos en la masa, de La de san Quintín.

#### Académico

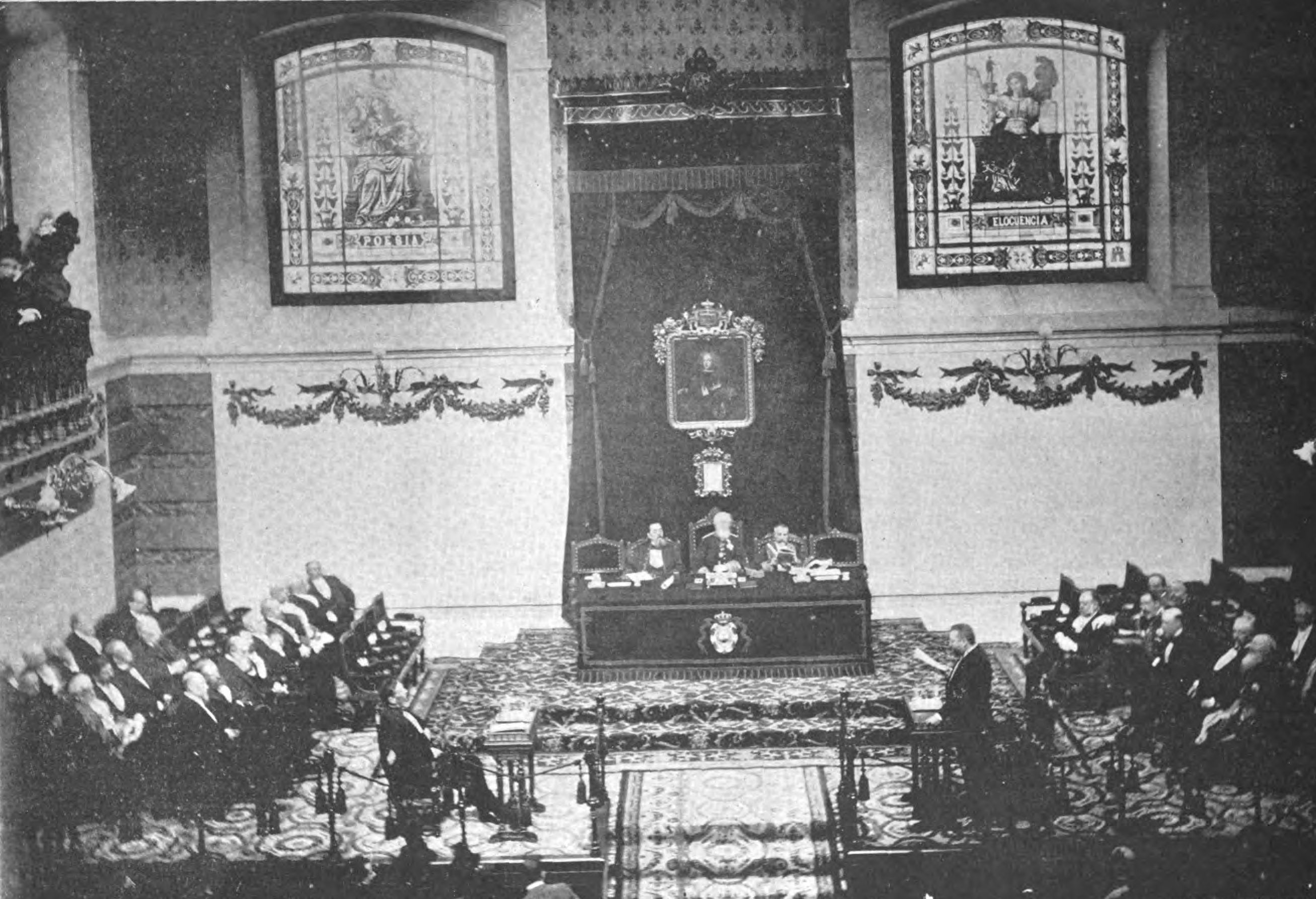
Madrid.—Recepción de Benito Pérez Galdós en la Real Academia Española.—Marcelino Menéndez y Pelayo contestando al discurso del nuevo académico.

Por fin, el 7 de febrero de 1897, y pese a las oposiciones de los sectores conservadores del país —y en especial de los neos (neocatólicos)—, Galdós fue elegido miembro de la Real Academia Española.

Podría decirse que la sociedad llega a un punto de su camino en que se ve rodeada de ingentes rocas que le cierran el paso. Diversas grietas se abren en la dura y pavorosa peña, indicándonos senderos o salidas que tal vez nos conduzcan a regiones despejadas (...). Contábamos, sin duda, los incansables viajeros con que una voz sobrenatural nos dijera desde lo alto: por aquí se va, y nada más que por aquí. Pero la voz sobrenatural no hiere aún nuestros oídos y los más sabios de entre nosotros se enredan en interminables controversias sobre cuál pueda o deba ser la hendidura o pasadizo por el cual podremos salir de este hoyo pantanoso en que nos revolvemos y asfixiamos. Algunos, que intrépidos se lanzan por tal o cual angostura, vuelven con las manos en la cabeza, diciendo que no han visto más que tinieblas y enmarañadas zarzas que estorban el paso; otros quieren abrirlo a pico, con paciente labor, o quebrantar la piedra con la acción física de substancias destructoras; y todos, en fin, nos lamentamos, con discorde vocerío, de haber venido a parar a este recodo, del cual no vemos manera de salir, aunque la habrá seguramente, porque allí hemos de quedarnos hasta el fin de los siglos.
Fragmento del discurso leído por Pérez Galdós ante la Real Academia Española, La sociedad presente como materia novelable.

#### Problemas editoriales

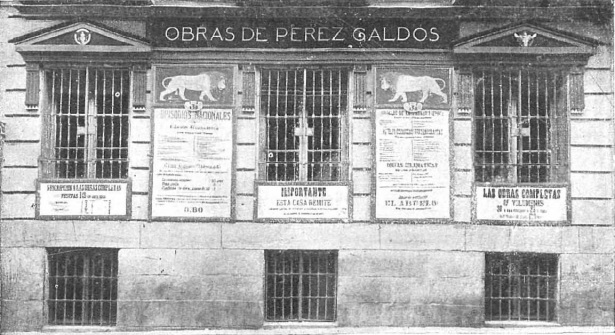
Casa editorial de las obras de Galdós, fotografiada por Christian Franzen

Un laudo arbitral de 1897 independizó a Galdós de su primer editor, Miguel Honorio de la Cámara, y se dividió todo en dos partes, de lo que resultó que Galdós, en veinte años de gestión conjunta, había recibido unas 80 000 pesetas más de lo que le correspondía. Después se averiguó que De la Cámara no había sido del todo legal respecto al número y fecha de las ediciones de sus obras; lo cierto es que a Galdós le dejó un déficit de 100 000 pesetas. Sin embargo, quedó en su propiedad el cincuenta por ciento del fondo de sus libros que quedaba en espera de venta, 60 000 ejemplares en total. Para librarse de ellos abrió el escritor una casa editorial con el nombre de Obras de Pérez Galdós en la calle de Hortaleza (número 132 bajo). Los dos primeros títulos que puso en el mercado fueron Doña Perfecta y El abuelo. Continuó esta actividad editorial hasta 1904, año en que, cansado, firmó un contrato con la Editorial Hernando.

### Vida sentimental

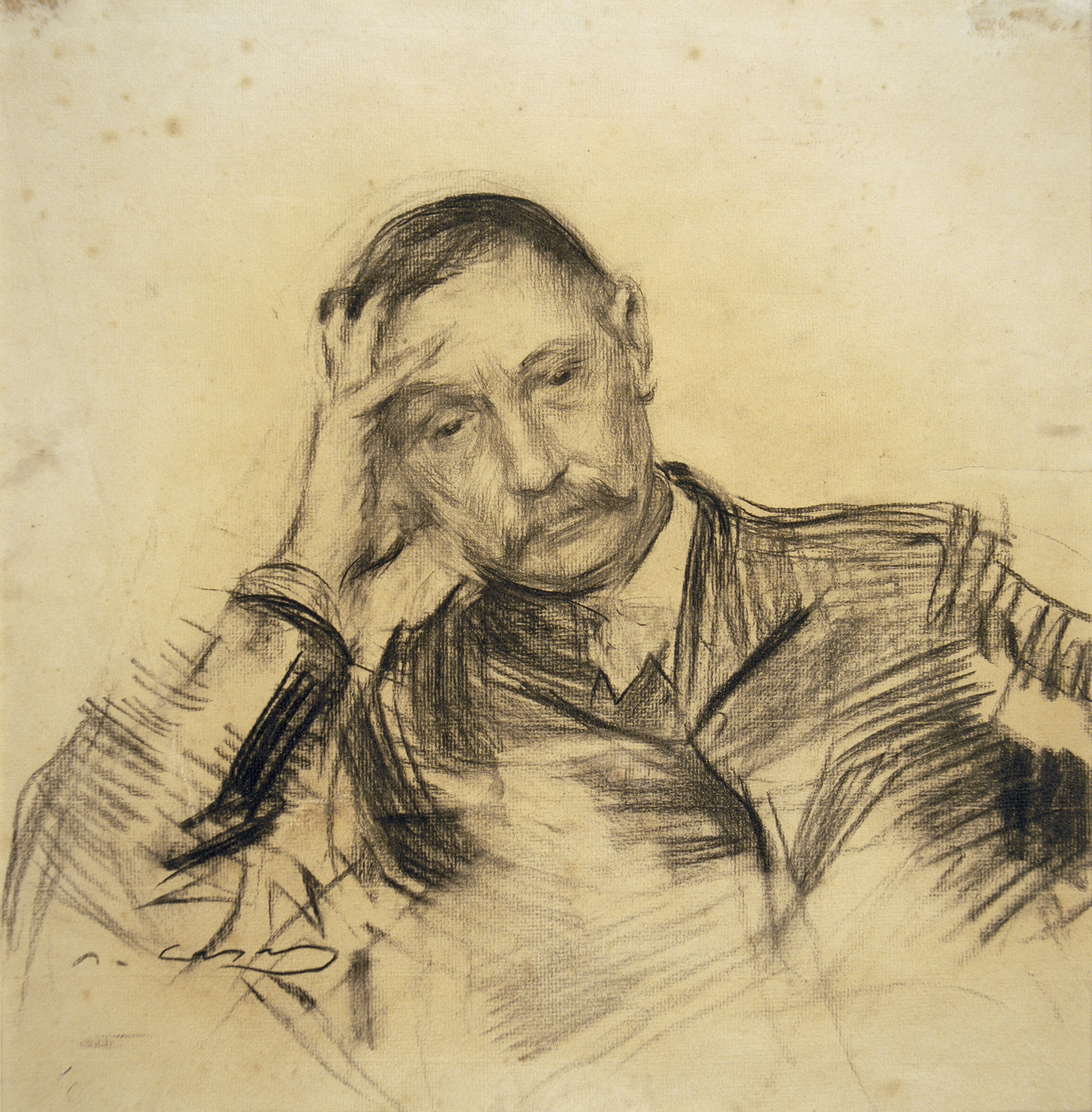
Benito Pérez Galdós visto por Ramón Casas (Museo Nacional de Arte de Cataluña)

La vida sentimental de Galdós, que el escritor conservó celosamente en secreto, tardó en ser estudiada con cierto método. Hubo que esperar a que en 1948, el hispanista lituano establecido en Estados Unidos, Chonon Berkowitz, publicase su estudio biográfico titulado Pérez Galdós. Spanish Liberal Crusader (1843-1920).
Todos los críticos coinciden en la esterilidad biográfica de sus Memorias de un desmemoriado (Galdós poseía una memoria portentosa), escrita en forma de diario de viajes, y no se sabe si para desalentar empeños biográficos ulteriores.
Galdós permaneció soltero hasta su muerte. Algunos amigos y contemporáneos dejaron noticia de su debilidad por las relaciones con profesionales, aunque no se ha podido demostrar cuánto haya de mito y exageración en ello. Se le conoce una hija natural, María Galdós Cobián, nacida en 1891 de Lorenza Cobián. La lista de pasiones amorosas más o menos carnales se puede complementar con los nombres de la actriz meritoria Concha (Ruth) Morell y con la novelista Emilia Pardo Bazán. Una dilatada colección de estudios intentando desentrañar las relaciones claras de los rumores, permiten añadir a estas tres mujeres mencionadas una variopinta lista en la que figuran los nombres de la actriz Carmen Cobeña; la poetisa y narradora Sofía Casanova que estrenó en el Teatro Español su comedia La Madeja (con dirección artística del propio Galdós); la actriz Anna Judic; la cantante Marcella Sembrich; la artista Elisa Cobun; la actriz Concha Catalá, que trabajó en la compañía de Rosario Pino; y la viuda Teodosia Gandarias Landete, su último y algo más que platónico amor.
Al hilo de estos temas, la escritora y pintora Margarita Nelken, en su artículo titulado «El aniversario de Galdós/intimidades y recuerdos», y publicado en el diario El Sol del 4 de enero de 1923, comentaba la afición de Galdós por rodearse de «mujeres jóvenes que pusieran risas y se ponía más achacoso para que le mimásemos más».

### Últimos años

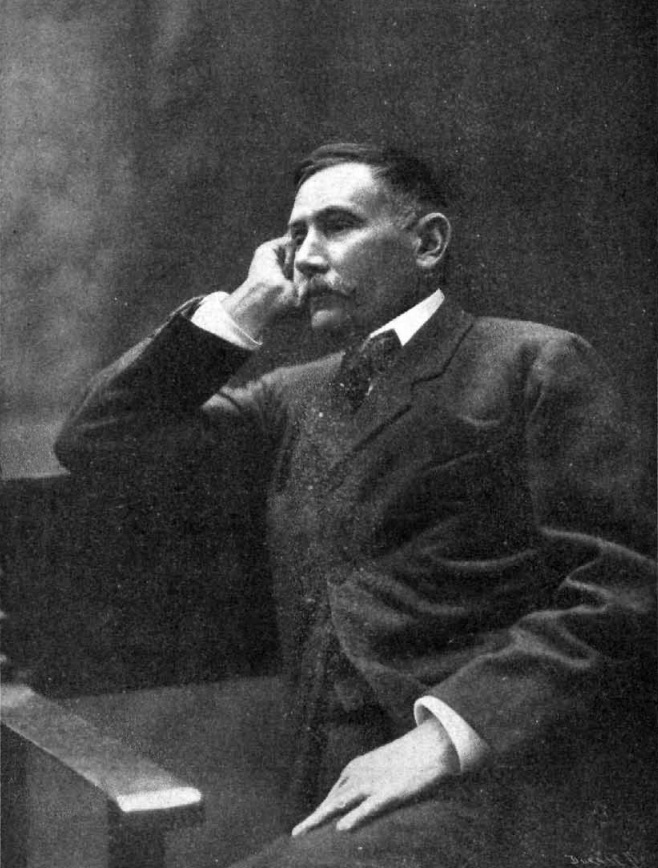
Benito Pérez Galdós, fotografiado por Christian Franzen

En el último periodo de su vida, Galdós repartió su tiempo entre los compromisos políticos y la actividad como dramaturgo. Sus últimos años estuvieron marcados de modo progresivo por la pérdida de la visión y las consecuencias de sus descuidos económicos y tendencia a endeudarse de forma continua, aspectos íntimos que el entonces joven periodista Ramón Pérez de Ayala, aprovechándose de su interesada amistad con el viejo escritor, recogió más tarde en sus Divagaciones literarias:

En una ocasión don Gabino Pérez, su editor, le quiso comprar en firme sus derechos literarios de las dos primeras series de los Episodios nacionales por quinientas mil pesetas, una fortuna entonces. Don Benito replicó: «Don Gabino, ¿vendería usted un hijo?». Y, sin embargo, don Benito no solo no disponía jamás de un cuarto, sino que había contraído deudas enormes. Las flaquezas con el pecado del amor son pesadas gabelas. Pero éste no era el único agujero por donde el diablo le llevaba los caudales, sino, además, su dadivosidad irrefrenable, de que luego hablaré. En sus apuros perennes acudía, como tantas otras víctimas, al usurero. Era cliente y vaca lechera de todos los usureros y usureras matritenses, a quienes, como se supone, había estudiado y cabalmente conocía en la propia salsa y medio típico, con todas sus tretas y sórdida voracidad. ¡Qué admirable cáncer social para un novelista! (Léase su Fortunata y Jacinta y la serie de los Torquemadas). Cuando uno de los untuosos y quejumbrosos prestamistas le presentaba a la firma uno de los recibos diabólicos en que una entrega en mano de cinco mil pesetas se convierte, por arte de encantamiento, con carácter de documento ejecutivo o pagaré al plazo de un año, en una deuda imaginaria de cincuenta mil pesetas, don Benito tapaba con la mano izquierda el texto, sin querer leerlo, y firmaba resignadamente. Los intereses de la deuda ficticia así contraídos le llevaban casi todo lo que don Benito debía recibir por liquidaciones mensuales de la venta de sus libros. Muy pocos años antes de la muerte de don Benito, un periodista averiguó por esto su precaria situación económica y la hizo pública, lo que suscitó un movimiento general de vergüenza, simpatía y piedad (...) A principios de mes acudían a casa de don Benito, o bien le acechaban en las acostumbradas calles, atajándole al paso, copiosa y pintoresca colección de pobres gentes, dejadas de la mano de Dios; pertenecían a ambos sexos y las más diversas edades, muchos de ellos de semblante y guisa asaz sospechosos; todos, de vida calamitosa, ya en lo físico, ya en lo moral, personajes cuyas cuitas no dejaba de escuchar evangélicamente (...) Don Benito se llevaba sin cesar la mano izquierda al bolsillo interno de la chaqueta, sacaba esos papelitos mágicos denominados billetes de banco, que para él no tenían valor ninguno sino para ese único fin, y los iba aventando.
Ramón Pérez de Ayala (1958)

Como parte de las fuerzas políticas republicanas, Madrid eligió a Galdós representante en las Cortes de 1907. En 1909, presidió, junto a Pablo Iglesias, la coalición republicano-socialista, si bien Galdós, que «no se sentía político», se apartó pronto de las luchas «por el acta y la farsa» dirigiendo sus ya menguadas energías a la novela y al teatro.
Paralelamente, el habilidoso instinto político del conde de Romanones, urdía encuentros del joven rey Alfonso XIII con el popular escritor que lo situaban en un contexto ambiguo. Con todo, en 1914, Galdós, enfermo y ciego, presentó y ganó su candidatura como diputado republicano por Las Palmas de Gran Canaria. Coincidía ello con la promoción, en marzo de 1914, de una Junta Nacional de Homenaje a Galdós, formada por personalidades de la talla y catadura de Eduardo Dato (jefe del Gobierno), el capitán general Miguel Primo de Rivera, el banquero Gustavo Bauer (representante de Rothschild en España), Melquiades Álvarez, jefe de los reformistas, o el duque de Alba, además de escritores consagrados como Jacinto Benavente, Mariano de Cavia y José de Echegaray. No figuraban en dicha junta políticos como Antonio Maura o Lerroux, y por razones antagónicas: la Iglesia y los socialistas.
En el aspecto literario, puede anotarse que su admiración por la obra de León Tolstói se trasluce en cierto espiritualismo en sus últimos escritos y, en esa misma línea rusa, no pudo disimular cierto pesimismo por el destino de España, como se percibe en las páginas de uno de sus últimos Episodios nacionales, Cánovas (1912), al que pertenece este párrafo:

Los dos partidos que se han concordado para turnar pacíficamente en el poder, son dos manadas de hombres que no aspiran más que a pastar en el presupuesto. Carecen de ideales, ningún fin elevado los mueve, no mejorarán en lo más mínimo las condiciones de vida de esta infeliz raza pobrísima y analfabeta. Pasarán unos tras otros dejando todo como hoy se halla, y llevarán a España a un estado de consunción que, de fijo, ha de acabar en muerte. No acometerán ni el problema religioso, ni el económico, ni el educativo; no harán más que burocracia pura, caciquismo, estéril trabajo de recomendaciones, favores a los amigotes, legislar sin ninguna eficacia práctica, y adelante con los farolitos...
Benito Pérez Galdós, Cánovas, Madrid, 1912

### Final

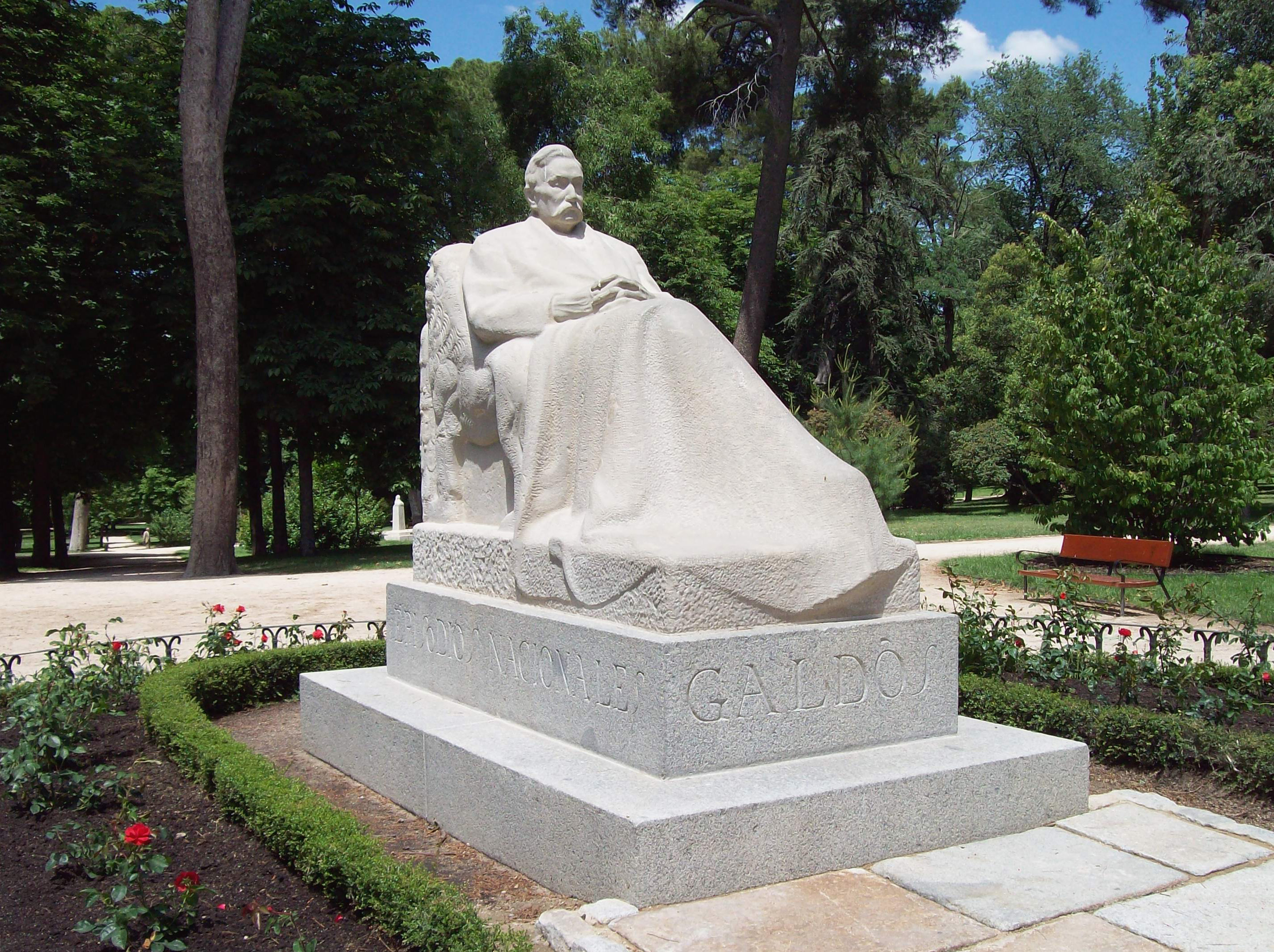
Monumento a Galdós en el parque del Retiro de Madrid, obra de Victorio Macho en 1919.

El 20 de enero de 1919, se descubrió en el parque del Retiro de Madrid una escultura erigida por suscripción pública. Por razón de su ceguera, Galdós pidió ser alzado para palpar la obra y lloró emocionado al comprobar la fidelidad de la obra que un joven y casi novel Victorio Macho había esculpido sin cobrar su trabajo. Un año más tarde, Benito Pérez Galdós, cronista de España por designación del pueblo soberano, murió en su casa de la calle Hilarión Eslava de Madrid, en la madrugada del 4 de enero de 1920. El día de su entierro, unos 30 000 ciudadanos acompañaron su ataúd hasta el cementerio de la Almudena (zona antigua, cuartel 2B, manzana 3, letra A).

### Entierro frío pero multitudinario
Es habitual leer, en la abundante bibliografía y otros documentos que sobre la figura de Galdós se han producido, que el escritor murió pobre y olvidado. Es asunto debatido, pero sea como fuere José Ortega y Gasset denunció públicamente el olvido oficial, institucional y político, del autor, en una encendida necrológica publicada en el diario El Sol el 5 de enero de 1920, y que comenzaba así: «La España oficial, fría, seca y protocolaria, ha estado ausente en la unánime demostración de pena provocada por la muerte de Galdós. La visita del ministro de Instrucción Pública no basta... Son otros los que han faltado... El pueblo, con su fina y certera perspicacia, ha advertido esa ausencia... Sabe que se le ha muerto el más alto y peregrino de sus príncipes». Frente a esa falta de pasión, Ortega pronostica que la prensa de los días sucesivos se hará eco de la emoción y del dolor general. Por su parte, Unamuno en idéntica fecha escribía que, leyendo su obra, «nos daremos cuenta del bochorno que pesa sobre la España en que él ha muerto».
Según la prensa del momento, uno de los primeros en presentarse en la casa mortuoria fue, efectivamente, Natalio Rivas, ministro de Instrucción Pública, además de políticos como Alejandro Lerroux (siempre atento a la simbología de lo público) o la condesa y amiga íntima del finado, Emilia Pardo Bazán. Poco después llegó el torero Machaquito y una interminable procesión de amigos, conocidos y personalidades varias. El desfile aumentaría en forma progresiva cuando desde las once de la noche del mismo día de su muerte quedó instalada la capilla ardiente en el Patio de Cristales del Ayuntamiento de Madrid. Allí acudieron el jefe del Gobierno y cinco de sus miembros junto con «cientos de miles de ciudadanos». También ese mismo día 4, el ministro Rivas puso a la firma del rey un Decreto «estableciendo honores y distinciones», entre las que se incluían que el entierro fuese costeado por el Estado y la asistencia de las Reales Academias, Universidades, Ateneo y Centros de Enseñanza y Cultura, además de otros funcionarios ministeriales. El Senado, por su parte, celebró una sesión para acordar el pésame de la institución y su asistencia oficial al sepelio. Se publicó una esquela mortuoria dándoles el pésame a los familiares (la hija de Galdós y su marido, su hermana Manuela, ausente en Las Palmas de Gran Canaria, el albacea Alcaín...).
En señal de duelo, esa noche del 4 de enero se cerraron todos los teatros de Madrid con el cartel de No hay función. En la prensa madrileña y nacional, algunos diarios como el conservador La Época publicaron números extraordinarios glosando la imagen del escritor canario fallecido.
El lunes 5 de enero de 1920, rodeando el féretro la Guardia Municipal, de gala, y cubierto por coronas de flores, partió el entierro de Benito Pérez Galdós. Los periódicos hablaron luego de que 30 000 personas habían pasado por la capilla ardiente y de que unas 20 000 formaron cortejo extraoficial hasta el cementerio. Aunque en esa época no era costumbre que las mujeres acudieran a los entierros, en aquella ocasión abrió la excepción la actriz Catalina Bárcena, y en cuanto el duelo oficial se retiró, a la altura de la Puerta de Alcalá, progresivamente fueron acudiendo las otras mujeres de Madrid: las menestralas, las obreras, las madres de familia de las clases populares. El abuelo que contaba historias que ellas podían entender y sentir, el hermano escritor que las había inmortalizado con muy diversos nombres y sentimientos, emprendía aquella fría tarde su último viaje.

## Obras

### Ediciones
De entre las numerosas ediciones puede destacarse la preparada por la Cátedra Pérez Galdós, espacio científico creado por la Universidad de Las Palmas de Gran Canaria y el Cabildo Insular de Gran Canaria que desde 2005 ha publicado el texto crítico de las Obras completas en varias series: una de 24 volúmenes entre 2005 y 2011 con las novelas, y cuatro años después, otra con la producción dramática (cuatro tomos entre 2009 y 2012). En 2013 recogieron en un solo volumen los cuentos.

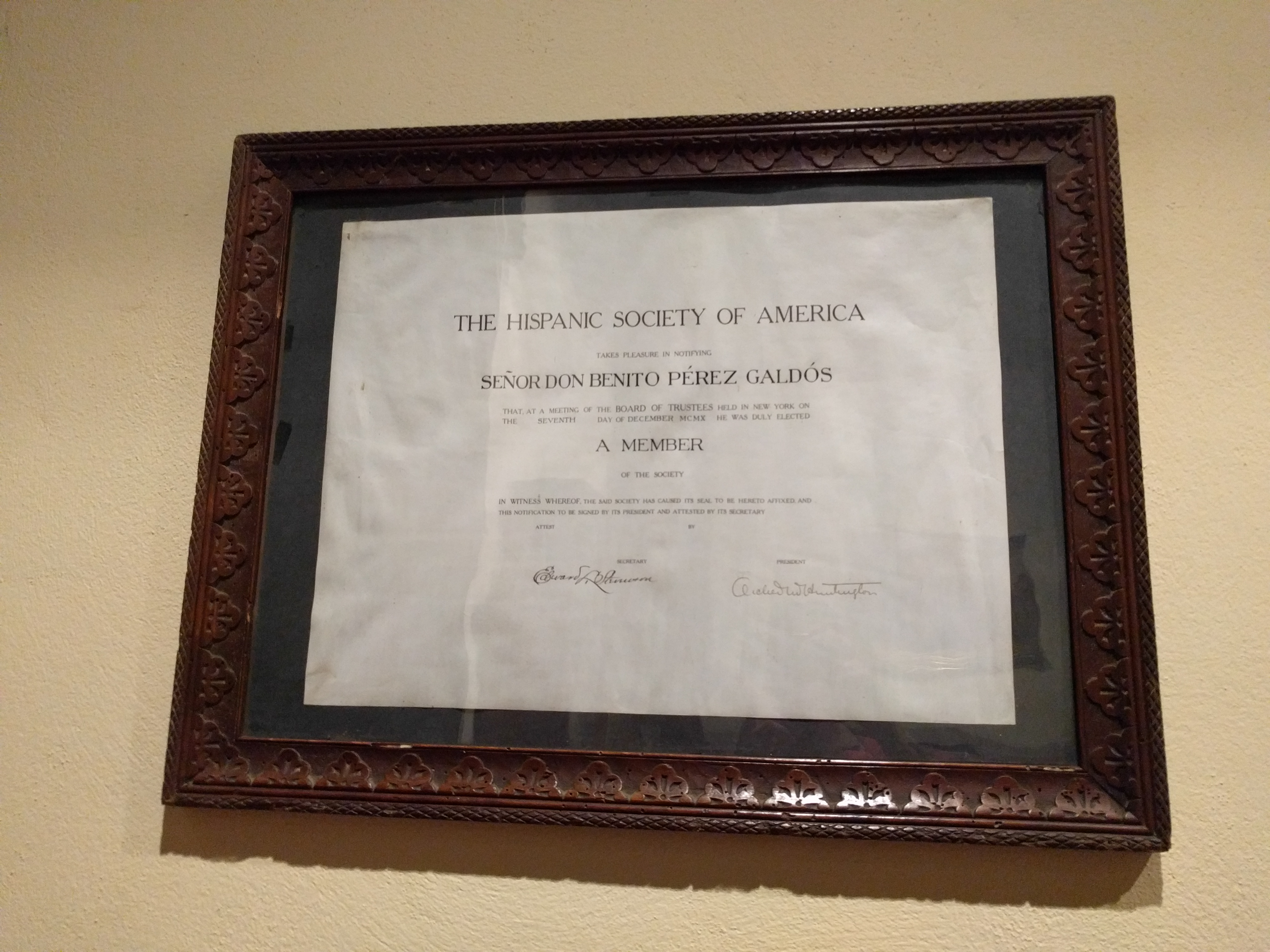
Certificado de miembro de la Hispanic Society of America.

### Estilo
Galdós, poseedor de una memoria privilegiada y una formación autodidacta sustentada por su curiosidad incansable, su capacidad de observación y su pasión por la lectura, acuñó un estilo narrativo personal con las siguientes características:
1. Estilo directo que logra ocultar su academicismo en los pasajes meramente narrativos o sus comentarios a la acción, pero siempre natural, sobre todo en los diálogos, siguiendo los postulados estéticos realistas.
2. Uso literario del lenguaje, tanto culto como callejero, siguiendo el modelo cervantino.[67]
3. Dominio del diálogo de inspiración clásica.
4. Construcción del relato en una línea abierta al humor y la ironía.
5. Habilidad para desnudar sus reflexiones y su apabullante cultura de todo academicismo.
6. Tratamiento coloquial del texto, recuperando recursos de la narrativa oral o el discurso familiar. Este ejercicio, que varios autores consideran voluntario y meditado, y que le granjeó a Galdós un puesto privilegiado entre las clases populares, fue considerado por algunos críticos y colegas contemporáneos o de generaciones más jóvenes como ridículo, infantil y populachero,[68] aunque Pío Baroja llegó a reconocer que Galdós «sabía hacer hablar al pueblo» como nadie.[69]

### Universo femenino
Numerosos estudios críticos han destacado la habilidad de Galdós en su construcción de personajes femeninos; en este sentido y además de los títulos citados, cabría añadir las mujeres protagonistas de Gloria (Gloria Lantigua); La de Bringas (Rosalía Pipaón); Tormento (Amparo); La desheredada (Isidora Rufete); La familia de León Roch (María Egipcíaca); Marianela; o la Benina de Misericordia.

### Novelas más representativas
De la vasta obra literaria e histórica acometida por Benito Pérez Galdós, la crítica del mundo occidental ha coincidido en destacar novelas de resonancia mundial como las siguientes:
- En Doña Perfecta, y en el escenario de una ciudad imaginaria, Orbajosa, anclada en el tradicionalismo más radical, se desarrolla «la tragedia de España», donde confluyen y se enfrentan «los dos conceptos del mundo, el medieval (Doña Perfecta) y el moderno (Pepe Rey)», que tratan de conquistar a la España que vivió Galdós, encarnada en el personaje de la hija de aquella y novia de este: Rosario... «la España actual, en manos de la Intransigencia y el Fanatismo: Doña Perfecta».[72] Ricardo Gullón insiste en ese mismo conflicto colocando Doña Perfecta a la cabeza de las que él agrupa como «novelas de la intolerancia», como «novela del fanatismo y la hipocresía», y cuya protagonista, Perfecta, y el «grupo de pueblerinos que la rodea personifican la voluntad intransigente de una actitud que pretende suplantar la caridad por la violencia».[73] Gullón también coincide con otros galdosistas en la posibilidad de que Galdós «evocara el recuerdo de su propia madre, cuyo autoritarismo marcó la pauta durante los veinte primeros años de su vida».[74]
- Fortunata y Jacinta, novela realista con un complicado triángulo amoroso entre dos mujeres de diferentes clases sociales y un mismo hombre, el burguesito Juan Santa Cruz.[75][74] Novela universal, es también una de las obras de Galdós que mejor definen el concepto de «Madrid galdosiano».[76][77] Así lo han referido hispanistas y galdosistas, desde Leopoldo Alas, Clarín a Pedro Ortiz-Armengol.[78] El retrato que el escritor canario hace de la ciudad y sus gentes es comparable al que un siglo antes hiciera Francisco de Goya.[79]

- Misericordia fue la última novela del periodo que marcaría el zénit de la profesionalidad y honradez como escritor del Galdós inmerso en el planteamiento «espiritualista» del acto creador.[80] Casalduero, en su ejemplar estudio de Misericordia, descubre las consecuencias del esfuerzo de Galdós, «... su amargo pesimismo al contemplar la realidad española, se deshace en ironía, optimismo y bondad al soñar en un futuro mejor».[81]

### Novelas de tesis

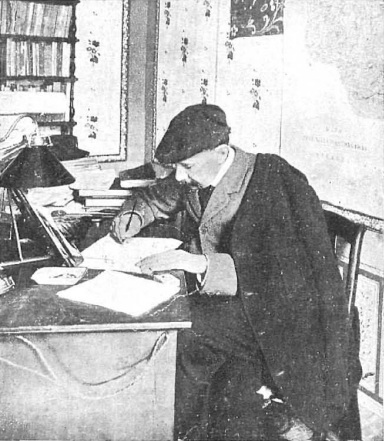
Benito Pérez Galdós escribiendo su novela Zumalacárregui. Fotografía de Manuel Compañy.

| Título                  | Año de publicación |
| ----------------------- | ------------------ |
| La Fontana de Oro       | 1870               |
| La sombra               | 1870               |
| El audaz                | 1871               |
| Doña Perfecta           | 1876               |
| Gloria                  | 1876-1877          |
| Marianela               | 1878               |
| La familia de León Roch | 1878               |

### Novelas españolas contemporáneas (ciclo de la materia)

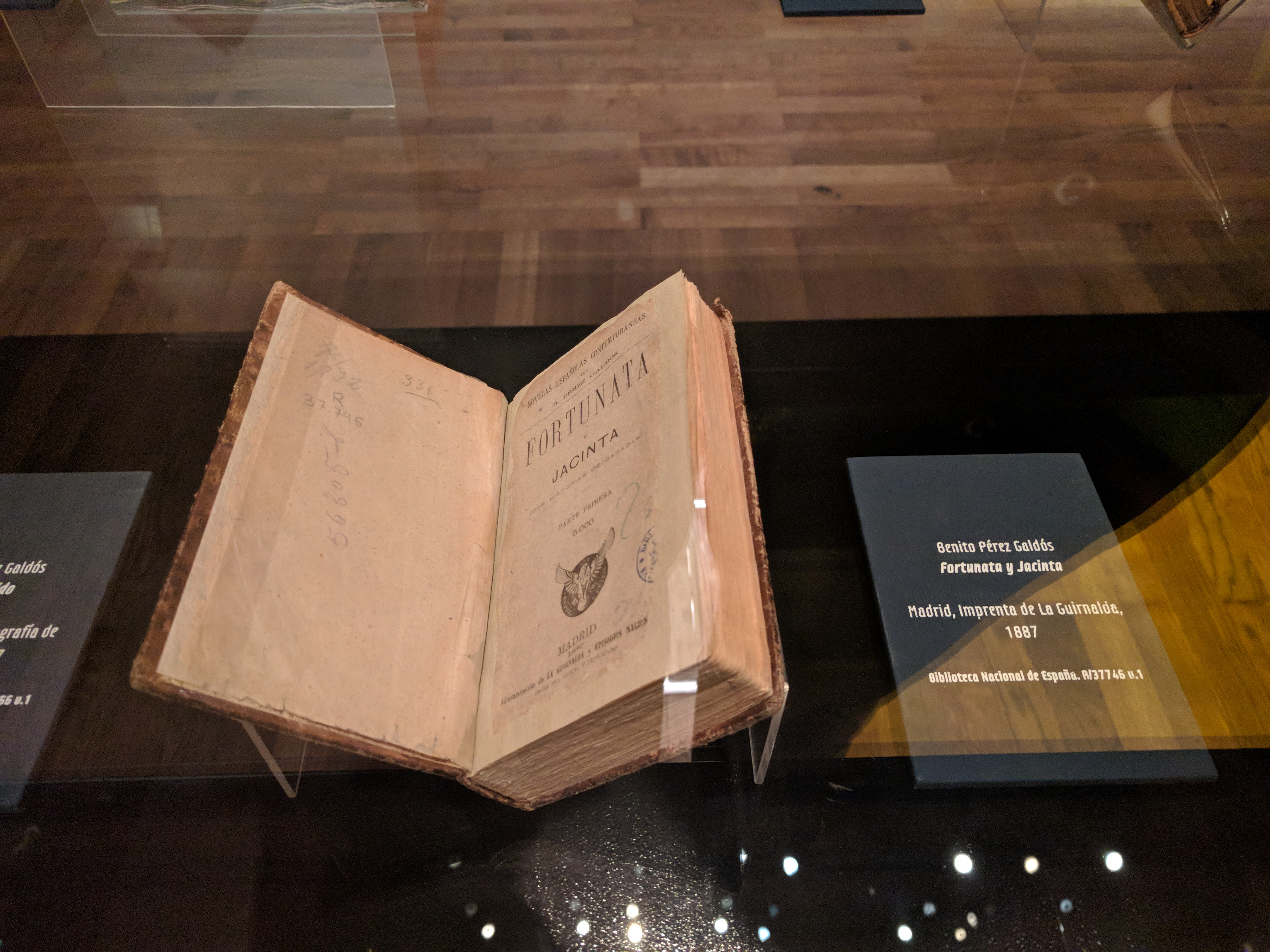
Primera edición de Fortunata y Jacinta, 1887, La Guirnalda.

| Título                   | Año de publicación |
| ------------------------ | ------------------ |
| La desheredada           | 1881               |
| El amigo Manso           | 1882               |
| El doctor Centeno        | 1883               |
| Tormento                 | 1884               |
| La de Bringas            | 1884               |
| Lo prohibido             | 1884-85            |
| Fortunata y Jacinta      | 1887               |
| Miau                     | 1888               |
| Torquemada en la hoguera | 1889               |
| La incógnita             | 1889               |
| Realidad                 | 1889               |

### Novelas españolas contemporáneas (ciclo espiritualista)

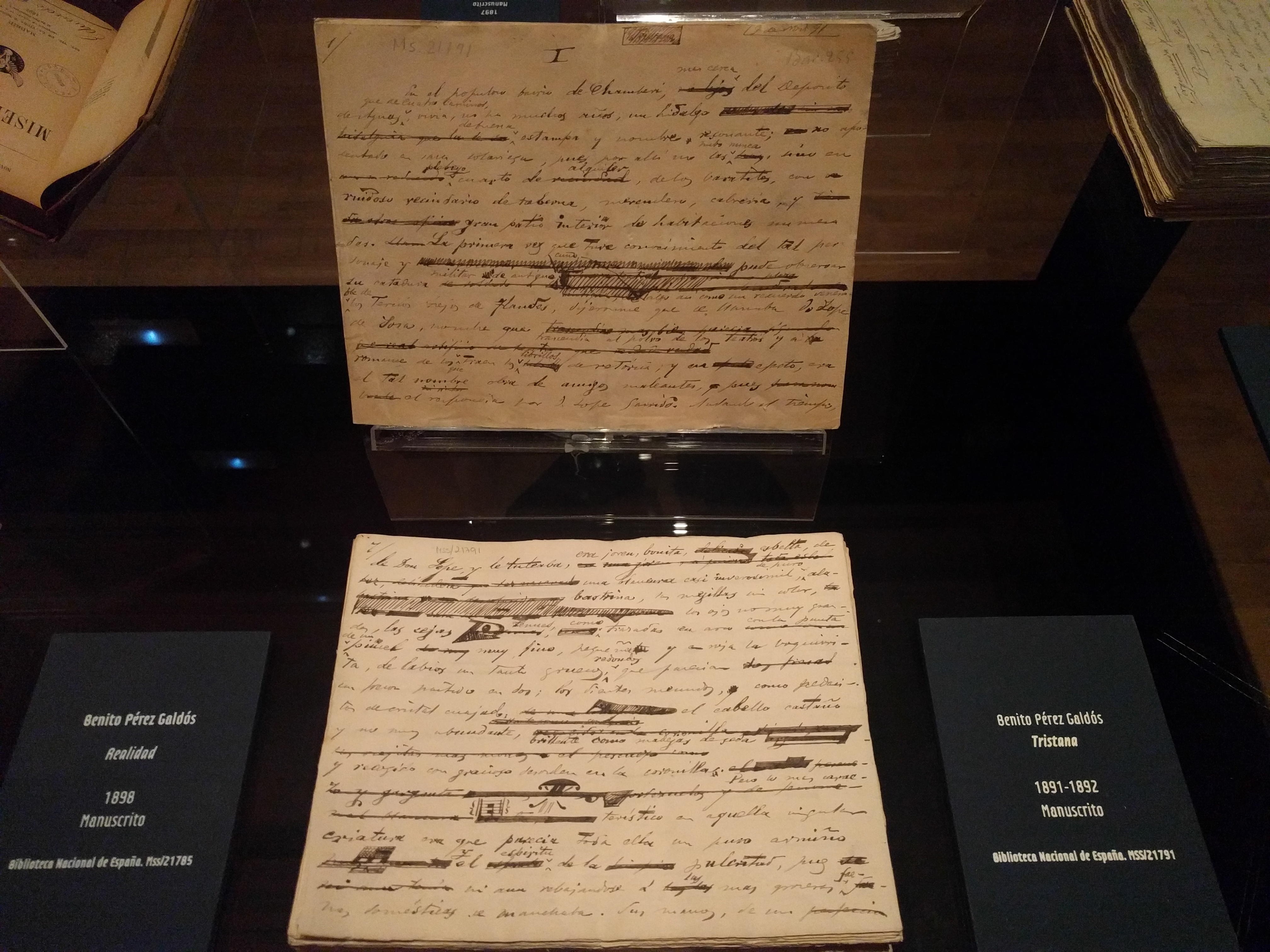
Manuscrito de Tristana, conservado en la Biblioteca Nacional.

| Título                      | Año de publicación |
| --------------------------- | ------------------ |
| Ángel Guerra                | 1890-91            |
| Tristana                    | 1892               |
| La loca de la casa          | 1892               |
| Torquemada en la cruz       | 1893               |
| Torquemada en el purgatorio | 1894               |
| Torquemada y San Pedro      | 1895               |
| Nazarín                     | 1895               |
| Halma                       | 1895               |
| Misericordia                | 1897               |
| El abuelo                   | 1897               |
| Casandra                    | 1905               |

### Novelas mitológicas (ciclo final)
| Título                  | Año de publicación |
| ----------------------- | ------------------ |
| El caballero encantado  | 1909               |
| La razón de la sinrazón | 1915               |

### Episodios nacionales

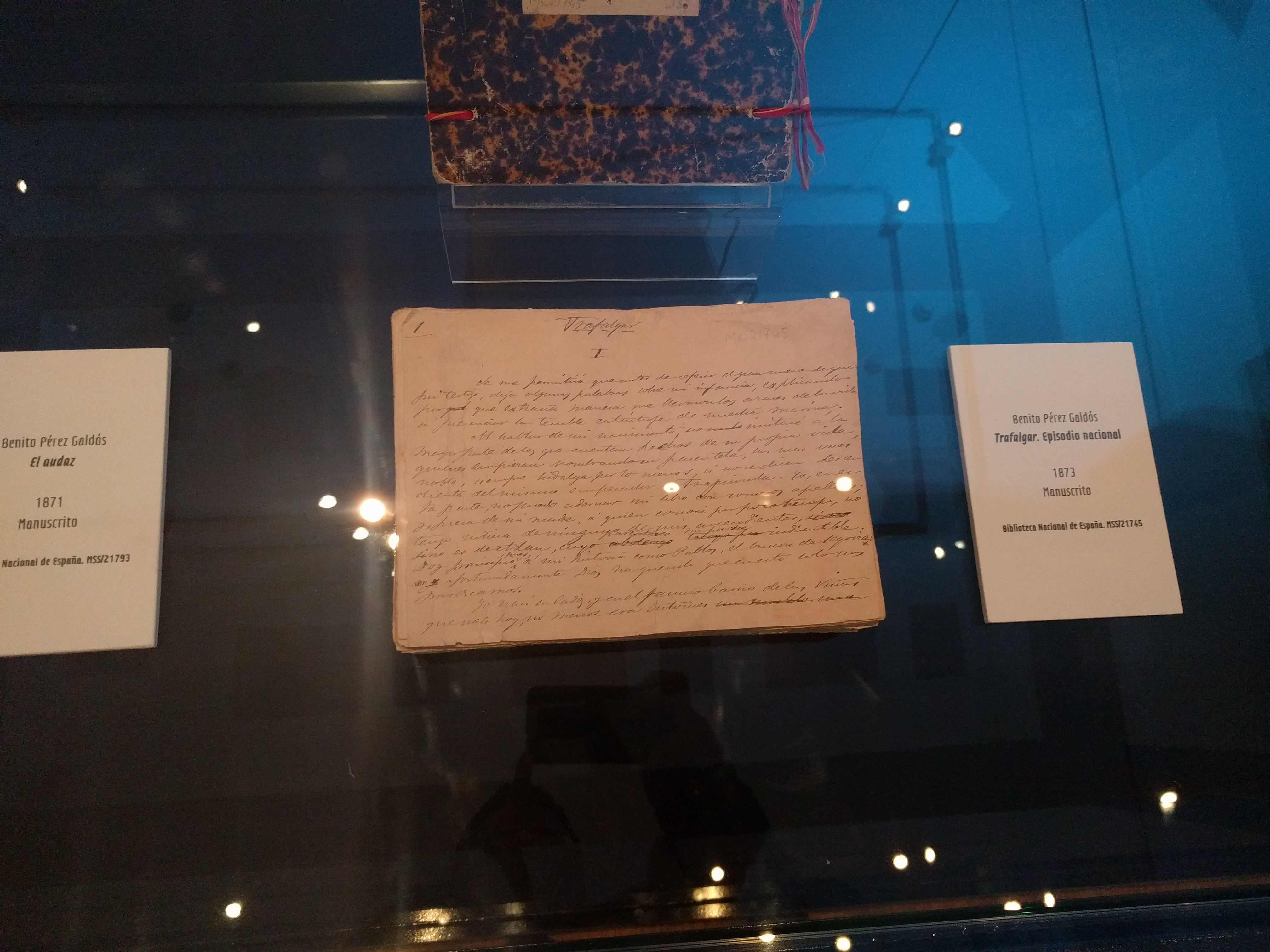
Manuscrito de Trafalgar, primero de los Episodios nacionales, conservado en la Biblioteca Nacional.

Primera serie
| Título                        | Año de publicación |
| ----------------------------- | ------------------ |
| Trafalgar                     | 1873               |
| La Corte de Carlos IV         | 1873               |
| El 19 de marzo y el 2 de mayo | 1873               |
| Bailén                        | 1873               |
| Napoleón en Chamartín         | 1874               |
| Zaragoza                      | 1874               |
| Gerona                        | 1874               |
| Cádiz                         | 1874               |
| Juan Martín el Empecinado     | 1874               |
| La batalla de los Arapiles    | 1875               |

Segunda serie
| Título                                  | Año de publicación |
| --------------------------------------- | ------------------ |
| El equipaje del rey José                | 1875               |
| Memorias de un cortesano de 1815        | 1875               |
| La segunda casaca                       | 1876               |
| El Grande Oriente                       | 1876               |
| 7 de julio                              | 1876               |
| Los cien mil hijos de san Luis          | 1877               |
| El terror de 1824                       | 1877               |
| Un voluntario realista                  | 1878               |
| Los apostólicos                         | 1879               |
| Un faccioso más y algunos frailes menos | 1879               |

Tercera serie
| Título                    | Año de publicación |
| ------------------------- | ------------------ |
| Zumalacárregui            | 1898               |
| Mendizábal                | 1898               |
| De Oñate a La Granja      | 1898               |
| Luchana                   | 1899               |
| La campaña del Maestrazgo | 1899               |
| La estafeta romántica     | 1899               |
| Vergara                   | 1899               |
| Montes de Oca             | 1900               |
| Los Ayacuchos             | 1900               |
| Bodas reales              | 1900               |

Cuarta serie
| Título                            | Año de publicación |
| --------------------------------- | ------------------ |
| Las tormentas del 48              | 1902               |
| Narváez                           | 1902               |
| Los duendes de la camarilla       | 1903               |
| La revolución de julio            | 1903-1904          |
| O'Donnell                         | 1904               |
| Aita Tettauen                     | 1904-1905          |
| Carlos VI en la Rápita            | 1905               |
| La vuelta al mundo en la Numancia | 1906               |
| Prim                              | 1906               |
| La de los tristes destinos        | 1907               |

Quinta serie
| Título                                                          | Año de publicación |
| --------------------------------------------------------------- | ------------------ |
| España sin rey                                                  | 1907-1908          |
| España trágica                                                  | 1909               |
| Amadeo I                                                        | 1910               |
| La Primera República                                            | 1911               |
| De Cartago a Sagunto                                            | 1911               |
| Cánovas                                                         | 1912               |
| Sagasta, Las colonias perdidas, La reina regente y Alfonso XIII | (proyectos)        |

Episodios Nacionales para niños
| Título                          | Año de publicación |
| ------------------------------- | ------------------ |
| Episodios nacionales para niños | 1909               |

### Teatro

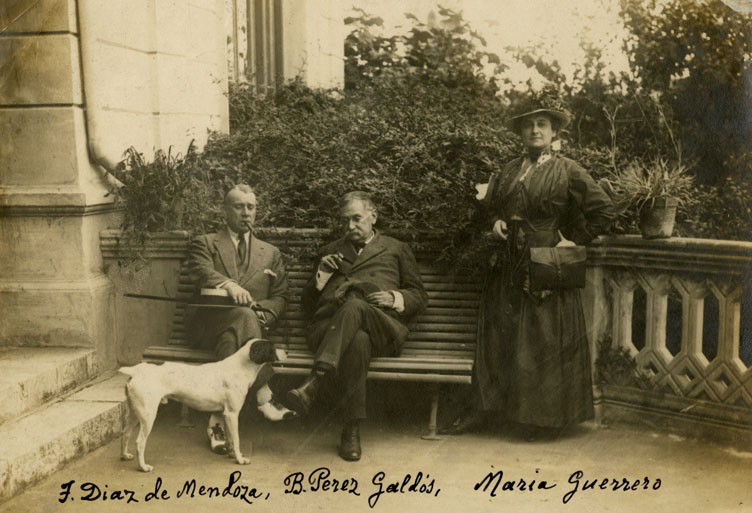
Galdós y uno de sus perros en la finca de San Quintín (Cantabria), recibiendo la visita de los empresarios, directores y actores teatrales María Guerrero y Fernando Díaz de Mendoza, en la primera década del.

| Título                         | Año de publicación |
| ------------------------------ | ------------------ |
| Quién mal hace, bien no espere | 1861 (perdida)     |
| La expulsión de los moriscos   | 1865 (perdida)     |
| Un joven de provecho           | 1867?              |
| Realidad                       | 1892               |
| La loca de la casa             | 1893               |
| Gerona                         | 1893               |
| La de San Quintín              | 1894               |
| Los condenados                 | 1895               |
| Voluntad                       | 1895               |
| Doña Perfecta                  | 1896               |
| La fiera                       | 1896               |
| Electra                        | 1901               |
| Alma y Vida                    | 1902               |
| Mariucha                       | 1903               |
| El abuelo                      | 1904               |
| Bárbara                        | 1905               |
| Amor y ciencia                 | 1905               |
| Zaragoza                       | 1908               |
| Pedro Minio                    | 1908               |
| Casandra                       | 1910               |
| Celia en los infiernos         | 1913               |
| Alceste                        | 1914               |
| Sor Simona                     | 1915               |
| El tacaño Salomón              | 1916               |
| Santa Juana de Castilla        | 1918               |
| Antón Caballero                | 1921 (inacabada)   |

### Memorias, viajes, ensayo y obra varia
| Título                                             | Año de publicación |
| -------------------------------------------------- | ------------------ |
| Crónicas de Portugal                               | 1890               |
| La casa de Shakespeare                             | 1895               |
| «Discurso de ingreso en la Real Academia Española» | 1897               |
| Santillana                                         | 1905               |
| Memoranda                                          | 1906               |
| Memorias de un desmemoriado (autobiografía)        | 1915               |
| Política española I                                | 1923               |
| Política española II                               | 1923               |
| Arte y crítica                                     | 1923               |
| Fisonomías sociales                                | 1923               |
| Nuestro teatro                                     | 1923               |
| Cronicón 1883 a 1886                               | 1924               |
| Toledo                                             | 1924               |
| Viajes y fantasías                                 | 1928               |
| Crónica de Madrid                                  | 1933               |
| Cartas a Mesonero Romanos                          | 1943               |
| Crónica de la Quincena                             | 1949               |
| Madrid                                             | 1956               |
| Los prólogos de Galdós                             | 1962               |

### Traducciones
| Título                                 | Autor           | Año  |
| -------------------------------------- | --------------- | ---- |
| Los papeles póstumos del Club Pickwick | Charles Dickens | 1868 |

### Cuentos
En sus inicios Galdós comenzó a escribir cuentos. A lo largo de toda su carrera literaria publicó múltiples relatos cortos en diversos periódicos y revistas literarias de la época. Algunos de los más destacados son los siguientes:
| Título                                                         | Año de publicación |
| -------------------------------------------------------------- | ------------------ |
| Un viaje redondo por el bachiller Sansón Carrasco              | 1861               |
| Tertulias de ''El Ómnibus''                                    | 1862               |
| Una noche a bordo                                              | 1864               |
| Una industria que vive de la muerte                            | 1865               |
| Crónicas futuras de Gran Canaria                               | 1866               |
| Necrología de un prototipo                                     | 1866               |
| Manicomio político social                                      | 1868               |
| La conjuración de las palabras                                 | 1868               |
| Dos de mayo de 1808, dos de septiembre de 1870                 | 1870               |
| Un tribunal literario                                          | 1871               |
| El artículo de fondo                                           | 1871               |
| La mujer del filósofo                                          | 1871               |
| La novela en el tranvía                                        | 1871               |
| La pluma en el viento o el viaje de la vida                    | 1872               |
| Aquel                                                          | 1872               |
| Una historia que parece cuento o un cuento que parece historia | 1873               |
| La mula y el buey                                              | 1876               |
| La princesa y el granuja                                       | 1877               |
| Theros                                                         | 1877               |
| Junio                                                          | 1878               |
| Tropiquillos                                                   | 1884               |
| Celín                                                          | 1887               |
| ¿Dónde está mi cabeza?                                         | 1892               |
| El pórtico de la gloria                                        | 1896               |
| Rompecabezas                                                   | 1897               |
| Fumándose las colonias                                         | 1898               |
| Ciudades viejas. El Toboso                                     | 1915               |

## Galdós periodista
Galdós fue casi tan fecundo periodista como narrador y desde mucho antes, ya en su etapa canaria. Fundó en 1862 el periódico La Antorcha; colaboró en El Ómnibus (1862), La Nación (1865-1868), Revista del Movimiento Intelectual de Europa (1865-1867), Las Cortes (1869), La Ilustración de Madrid (1871), El Debate (1871), Revista de España (1870-1873 y 1876) y La Guirnalda (1873-1876) y La Prensa de Buenos Aires (1885) y, con artículos sueltos, en Vida Nueva (1898), Electra (1901), Heraldo de Madrid (1901), Alma Española (1903), La República de las Letras (1905), España Nueva (1909), Revista Mensual Tyflofila (1916), Ideas y Figuras (1918) y La Humanidad (1919). Según Carmen Bravo-Villasante, están menos investigadas sus colaboraciones en El Día, La Esfera, La Diana, El Imparcial, El Motín, El País, El Progreso Agrícola Pecuario, El Sol, La Tertulia de Santander y El Tribuno de Las Palmas de Gran Canaria.

## Obra inédita
La aportación más importante al conocimiento de la obra inédita de Galdós la hizo el argentino Alberto Ghiraldo, con la publicación en 1923 de los nueve volúmenes de las Obras inéditas en la editorial Renacimiento de Madrid. A partir de este texto (volúmenes VI y VII), Rafael Reig prologó la edición en 2003 de El crimen de la calle Fuencarral. El crimen del cura Galeote, inspirada en un turbio asunto muy popular en el verano de 1888, que inició una oleada de amarillismo en la prensa que alcanzaría su auge hacia 1898, coincidiendo con la guerra de Cuba. En opinión de Reig, estos relatos, extraídos de crónicas enviadas al diario argentino La Prensa, son comparables al estilo de Dashiell Hammett y dan noticia de un Galdós pionero en el género policíaco apenas frecuentado hasta entonces en la literatura española.
En 1979, el hispanista Alan E. Smith localizó entre manuscritos guardados en la Biblioteca Nacional de Madrid un fragmento extenso de novela que, reconstruida en gran parte, se publicó en 1983 con el título de Rosalía. Por el estilo parece una novela fallida del «ciclo espiritualista» del segundo periodo de la novelística galdosiana.

## Importancia de la obra de Galdós
... Imagen de la vida es la Novela, y el arte de componerla estriba en reproducir los caracteres humanos, las pasiones, las debilidades, lo grande y lo pequeño, las almas y las fisonomías, todo lo espiritual y lo físico que nos constituye y nos rodea, y el lenguaje, que es la marca de raza, y las viviendas, que son el signo de familia, y la vestidura, que diseña los últimos trazos externos de la personalidad: todo esto sin olvidar que debe existir perfecto fiel de balanza entre la exactitud y la belleza de la reproducción...
Benito Pérez Galdós (1897): La sociedad presente como materia novelable. Discurso de entrada en la Real Academia Española.

Galdós es considerado por muchos especialistas como uno de los mejores novelistas en castellano después de Cervantes. Así parece avalarlo su obra, con cerca de 100 novelas, casi 30 obras de teatro, y una colección importante de cuentos, artículos y ensayos. También se lo considera maestro indiscutible del Realismo en España y del naturalismo del siglo XIX. Su valía ha sido reconocida por muy diversos creadores, como, entre otros muchos: Luis Buñuel o Max Aub en España, o Carlos Fuentes, Rómulo Gallegos o Sergio Pitol en Hispanoamérica. De entre los reconocimientos de reputados hispanistas, pudiera citarse por ejemplo esta reflexión de Hayward Keniston:

Con el paso del tiempo, creo que se hablará cada vez menos del aspecto puramente formal y artístico de su obra, de su faceta como realista o naturalista o de su técnica dramática. Porque hay en la obra y vida de este hombre (...) una visión vital. En la amplitud y potencia de esta visión, Galdós goza de un mérito especial en su época. ¡Qué gloriosa ironía hay en el hecho de que él, tan a menudo considerado enemigo de la Fe, resulta ser el mayor defensor de la fe, de la fe en la democracia, la fe en la justicia, la fe en las verdades eternas, la fe en el ser humano! Este es el mensaje que predicó a una generación que avanzaba a tientas y confusa en la aparente desesperanza de la vida. Esta, también seguirá siendo la lección sempiterna de su interpretación de la vida incluso cuando los problemas y luchas que forman el trasfondo material de su obra hayan caído en el olvido.
 Hayward Keniston, Galdós, Interpreter of Life. Discurso ante la American Association of Teachers of Spanish and Portuguese, Nueva York, 13 de abril de 1920.

## Anticlericalismo y boicot a su candidatura a Premio Nobel
Como le ocurriría —aunque en menor grado— a su contemporáneo y amigo íntimo Leopoldo Alas Clarín, Galdós fue asediado y boicoteado por los sectores más conservadores de la sociedad española, ajenos a su valor intelectual y literario.
Diversos estudiosos de la obra galdosiana y su proyección social, coinciden en que ese sabotaje colectivo de un sector de la población española, aunque con una cabeza bien definida, se debió, como apunta Casalduero, a su honestidad como hombre y como escritor, y a sus ideas anticlericales, que provocaron que el catolicismo tradicionalista, muy poderoso en España y siguiendo algunos aspectos de la política de los Reyes Católicos, lo tuviese en el punto de mira hasta su muerte, y aun después de ella; dicho con las palabras de Rosana Torres «el dedo que Galdós puso en la llaga de sus contemporáneos, y lo ha arrastrado hasta la misma herida que más de un siglo después aún no se ha cerrado: la del enfrentamiento entre la ilustración y el oscurantismo, entre la razón y el fanatismo, entre la ciencia y la religión...»
Cuando en 1912, Galdós fue propuesto para el Nobel de Literatura, «el elemento oficial y reaccionario» (incluyendo la propia Real Academia Española y la prensa tradicionalista católica), vio la oportunidad de vengar por fin las ofensas que, desde su sensibilidad y obcecación, suponía —por «su serenidad y sinceridad»— la persona de Galdós y su obra. Las «conjuras», en forma de campaña nacional e internacional, impidieron que le dieran el premio no solo en esa ocasión de 1912, sino también en 1913 y en una tercera convocatoria en 1915 (cuya propuesta en esa ocasión había partido de una mayoría de miembros de la propia Academia sueca, que como comenta Pedro Ortiz-Armengol fueron ninguneados sin mayores explicaciones), consiguiendo desvirtuar una suscripción pública en favor de Galdós.
En 1922, siete años más tarde, la Academia Sueca le concedió el Premio Nobel de Literatura al dramaturgo español Jacinto Benavente (ya antes también lo había recibido Echegaray, aunque compartido). Es probable que tal gesto intentara ser una compensación política, pero como también ocurrió con otros grandes maestros de la literatura como Tolstói, Ibsen, Emile Zola o Strindberg, vetados por el sesgo conservador en el seno de la propia Academia en Estocolmo, la obra de Galdós, «una de las tres o cuatro figuras máximas de la literatura española», fue apartada del Premio Nobel «por la ciega hostilidad de adversarios políticos a quienes la saña transformó en enemigos suyos y de la gloria de su país».

## Galdós en piedra
Varias son las interpretaciones en piedra que diferentes escultores en distintas épocas han hecho de la personalidad e imagen del escritor canario. De todas ellas quizá sea la más emotiva la que se conserva en el parque del Retiro de Madrid, en el paseo de Fernán Núñez, esculpida por un joven Victorio Macho e inaugurada en 1919 en presencia del propio Galdós. Otros homenajes en piedra —sin seguir un orden cronológico— son:
Una escultura, la segunda del escritor esculpida por Victorio Macho, hecha en piedra caliza 1922, originalmente frente al océano y conservada luego en la Casa-Museo Pérez Galdós en Las Palmas, en un prudente acto de traición al escultor castellano cuyo deseo, en sus propias palabras, fue: «... yo sueño que 'mi Galdós' llegue a confundirse con el paisaje y parezca una roca...»"
De 1969 es la escultura de Pablo Serrano instalada en la plaza de La Feria, también en Las Palmas. Y de 1991, en esa misma capital de Gran Canaria, otro Galdós yacente en piedra, en un escorzo que copia el esculpido por Serrano, encargado a Manuel Bethencourt y que se encuentra desde el 21 de febrero de 2008 ante el Teatro Pérez Galdós, pero que antes estuvo en la estación de "guaguas" de San Telmo. También en Las Palmas están: el busto colocado en el parque Doramas, obra de Teo Mesa del año 2000, y un Galdós en bronce, de tamaño natural, sentado leyendo en un banco de la plaza que lleva su nombre en la barriada de Alfredo Schamann.
Instalado desde el 24 de mayo de 2012 en la avenida del Cabildo del municipio de Telde, otro busto, acordado por el pleno del Ayuntamiento en 1911, se hizo realidad un siglo después, con ayuda del Cabildo de Gran Canaria. Y al otro lado del Atlántico, un busto en piedra blanca de Córdoba, obra del escultor Erminio Blotta, instalado el 10 de mayo de 1943 en el parque Independencia de Rosario, Argentina. El monumento tenía una placa en bronce, en la que podía leerse: «Benito Pérez Galdós, 1843-1920. Homenaje de los españoles republicanos a la ciudad de Rosario en conmemoración del centenario del ilustre escritor. Rosario, 10 mayo MCMXLIII»... y que fue robada en fecha ignota. También en Sudamérica, en Caracas, en la plaza Galdós de la avenida las Acacias se encuentra la escultura realizada en 1975 por el canario-venezolano Juan Jaén Díaz.
Y volviendo a la península ibérica, de 1998 es el bronce realizado por el escultor Santiago de Santiago y sito en una esquina del parque de Mesones en el Sardinero de Santander.

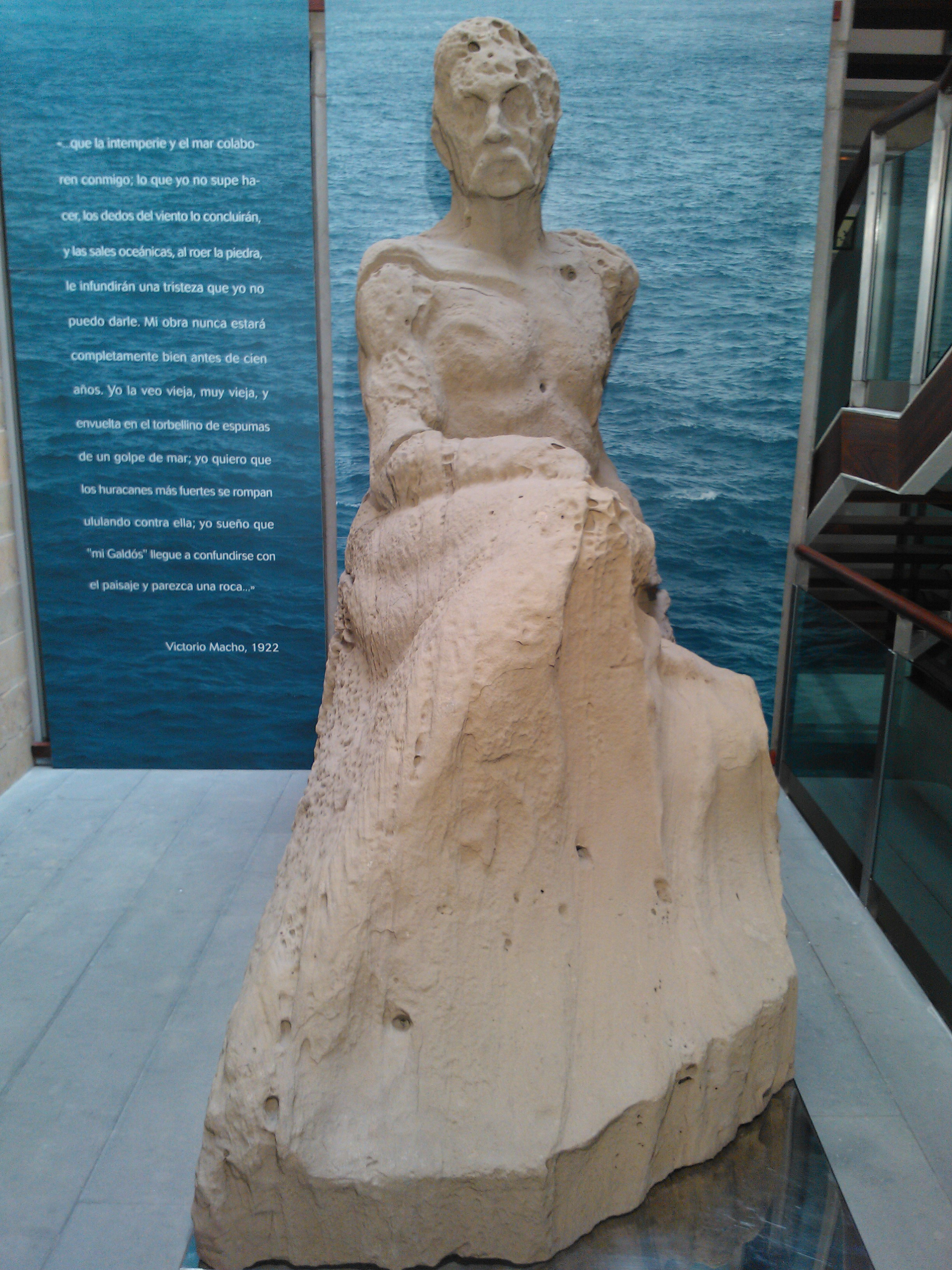
El segundo Galdós de Victorio Macho (1922) erosionado por el viento atlántico
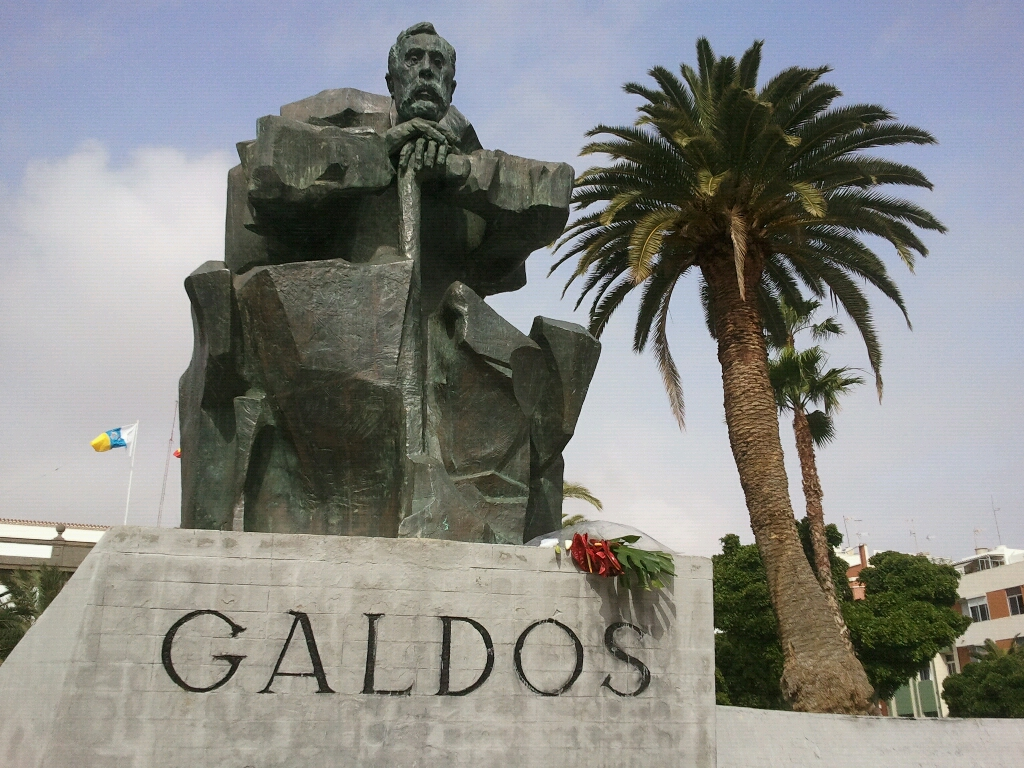
Galdós en su isla natal, por Pablo Serrano (1969)
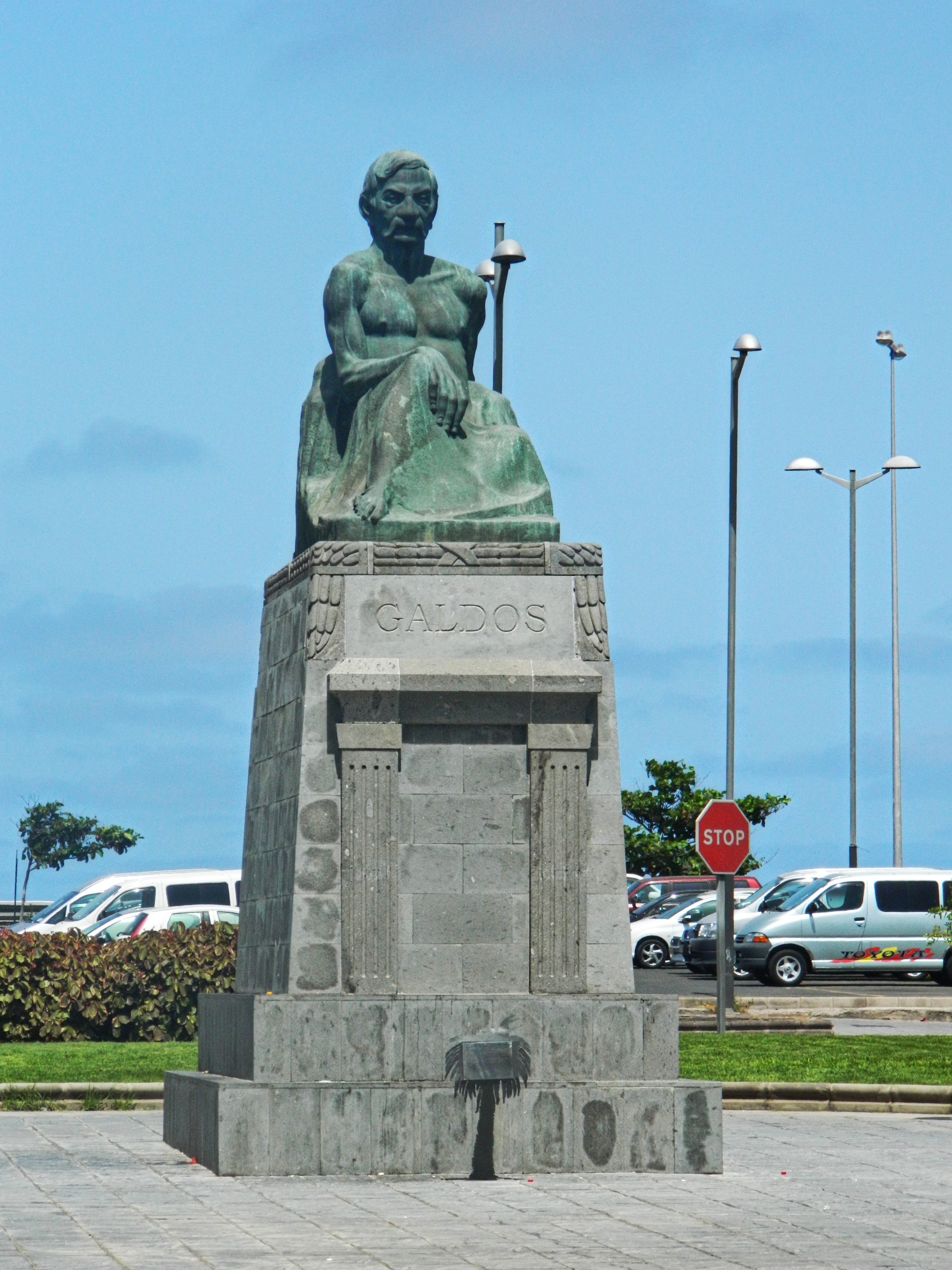
Galdós de Manuel Bethencourt, se encuentra ante el Teatro Pérez Galdós

## Adaptaciones cinematográficas
- La duda (1916). Película española de Domingo Ceret que adapta la novela El abuelo.[107][108]
- El abuelo (1925). Película muda española, dirigida por José Buchs, que adapta la novela homónima.[107][108][109]
- La loca de la casa (1926). Película española dirigida por Luis R. Alonso adaptando la novela homónima de Galdós.[107][108]
- Marianela (1940). Película española dirigida por Benito Perojo y basada en la novela homónima.[107][108][109]
- Adulterio (1943). Película mexicana dirigida por José Díaz Morales que adapta la novela El abuelo.[107][108][109]
- Doña Perfecta (1950). Película mexinaca dirigida por Alejandro Galindo y protagonizada por Dolores del Río. Es una adaptación de la novela homónima.[107][108][109]
- La loca de la casa (1950). Película mexicana dirigida por Juan Bustillo Oro, adaptando la novela homónima.[107][108]
- Misericordia (1953). Película mexicana de Zacarías Gómez Urquiza que adapta la novela homónima de Galdós.[107][108]
- La mujer ajena (1954). Película mexicana que dirigió Juan Bustillo Oro a partir de un guion propio que adapta la novela Realidad.[107][108][109]
- El abuelo (1954), también conocida como Tormenta de odios. Película argentina dirigida por Román Viñoly Barreto adaptando la novela homónima.[107][108][109]
- Marianela (1955). Película argentina dirigida por Julio Porter sobre su propio guion, basado en la novela homónima.[107][108][109]
- Nazarín (1958). Película mexicana de Luis Buñuel que protagonizó Francisco Rabal y que adaptaba la novela homónima. Ganó el Premio Internacional del Festival Internacional de Cine de Cannes.[107][108][109]
- Marianela (1961). Telenovela mexicana producida por Ernesto Alonso y protagonizada por Magda Guzmán. Es una adaptación de la novela homónima de Galdós.
- Viridiana (1961). Película hispanomexicana dirigida por Luis Buñuel, basada en la novela Halma. Recibió el máximo galardón del Festival de Cannes, la Palma de Oro, ex aequo con la francesa Une aussi longue absence.
- El abuelo (1969). Película española para televisión que dirigió Alberto González Vergel para Televisión Española. Es una adaptación de la novela El abuelo.[109]
- Fortunata y Jacinta (1970). Película española que adaptaba la novela homónima de Galdós. Fue producida por Emiliano Piedra y dirigida por Angelino Fons.[107][108][109]
- Tristana (1970). Película española dirigida por Luis Buñuel que adaptaba la novela homónima de Galdós. Fue candidata a los Premios Óscar a Mejor Película de habla no inglesa.[107][108][109]
- La duda (1972). Película española dirigida por Rafael Gil y protagonizada por Fernando Rey a partir de un guion que adapta la novela El abuelo.[107][108][109]
- Marianela (1972). Película española que dirigió Angelino Fons y protagonizada por Rocío Dúrcal. Adaptación de la novela homónima.[107][108][109]
- La fontana de oro (1973). Película para televisión que dirigió Jesús Fernández Santos para Televisión Española. Es la adaptación de la novela homónima.[110][109]
- Tormento (1974). Película española dirigida por Pedro Olea adaptando la novela homónima.[107][108][109]
- Doña Perfecta (1977). Película española de César Fernández Ardavín adaptando la novela homónima de Galdós.[107][108][109]
- Misericordia (1977). Película española dirigida por José Luis Alonso y Juan Mediavilla. Adapta la novela homónima.[109]
- Tormento (1977). Telenovela venezolana producida y transmitida por la cadena RCTV. Es una versión de la novela homónima de Galdós.
- Fortunata y Jacinta (1979). Miniserie de 10 episodios producida y emitida por Televisión Española.[110][109]
- Solicito marido para engañar (1987). Película mexicana dirigida por Ismael Rodríguez, a partir de Lo prohibido.[109][111]
- Flor y canela (1988). Telenovela mexicana producida por Eugenio Cobo para Televisa que adaptaba la novela Marianela. Es considerada un remake de la versión de 1961.[109]
- El abuelo (1998). Dirigida por José Luis Garci y protagonizada por Fernando Fernán Gómez, fue candidata a los Premios Óscar a Mejor Película de habla no inglesa. Adaptaba la novela homónima, El abuelo.[107][108][109][112]

## Órdenes y cargos

### Órdenes
- 1 de julio de 1902: Caballero gran cruz de la Orden de Alfonso XII.[113]

### Cargos
- Diputado a Cortes
- 7 de febrero de 1897: Académico de la Real Academia Española (Sillón N)[114]

| Predecesor: León Galindo y de Vera | Académico de la Real Academia Española Silla N 1897-1920 | Sucesor: Leonardo Torres Quevedo |